# Corse
« Île de Beauté » redirige ici. Pour les homonymes, voir Île de Beauté (homonymie).
Pour les articles homonymes, voir Corse (homonymie).
La Corse (en corse et en italien Corsica ; en ligure : Còrsega) est une île située en mer Méditerranée, à l'ouest de la péninsule italienne et au sud-est de la France métropolitaine. Elle constitue une région française qui bénéficie du statut de collectivité territoriale unique (CTU) depuis 2018.
D'une superficie de 8 722 km2, la Corse est située dans le bassin méditerranéen et fait partie de la région géographique italienne. Elle est située à 80 km des côtes de la Toscane et à 180 km de Nice, la ville de France métropolitaine la plus proche. Le point culminant se situe à une altitude de 2 706 m au sommet du Monte Cinto.
Quatrième île de la mer Méditerranée par sa superficie, la Corse était disputée à l'Antiquité entre trois principaux centres d'influence : la côte ligure (les Étrusques puis les Génois), la côte méditerranéenne française (la cité phocéenne puis le royaume de France), et l'Afrique du nord (Carthage, le royaume des Vandales puis des Maures). Les habitants eux-mêmes, pauvres et peu nombreux, résistaient ou s'accommodaient de ces influences. Les Romains tenaient l'île pour pauvre et sauvage, et bien qu'elle soit assez proche de l'Urbs, ils n'y auront que quelques petites villes dans les portions les plus clémentes de la côte. Quand l'Empire s'effondre, la Corse connaît son lot d'instabilité. Aucun pouvoir ne s'impose durablement avant que la république de Gênes le fasse au début du XVe siècle et pour près de quatre siècles.
Lorsque cette puissance s'affaiblit, l'île se révolte à partir de 1729, ce qui ouvre une période de trente ans de batailles et provoque la guerre d'indépendance corse, au terme desquels le royaume de France finit par en prendre le contrôle. Intervenue d'abord à la demande de Gênes, la France finit par s'y substituer (acquisition formelle des droits génois le 15 mai 1768, alors que l'île est largement aux mains des indépendantistes) et achève sa conquête avec la bataille de Ponte-Novo le 9 mai 1769. Entre-temps, l'île aura connu une brève indépendance, par le royaume de Corse d'avril 1736 à décembre 1740 et, surtout, comme République corse de 1755 à 1769, avec notamment la première constitution démocratique de l'histoire moderne, reconnaissant aux femmes le droit d'être chef de famille et de voter.
Département unique à sa création en 1790, la Corse est divisée en deux en 1793 avec la création des départements du Golo et du Liamone. Elle redevient partiellement indépendante sous protectorat britannique en 1794. En 1796, la Corse est définitivement française puis réunifiée en 1811 en un unique département. Par le décret du 9 janvier 1970, la Corse est administrativement détachée de Provence-Côte d'Azur et devient la 22e région métropolitaine. S'ajoute en 1975 la création des départements de Haute-Corse (2B) et de Corse-du-Sud (2A). En 1982, les lois du 2 mars et 30 juillet donnent un statut particulier à la région et la première assemblée de Corse est élue au suffrage universel le 8 août. En 1991, elle acquiert le statut de collectivité à statut particulier (CSP), la première de ce type, dénommée « collectivité territoriale de Corse ».
Depuis le 1er janvier 2018, en application de la loi NOTRe du 7 août 2015, la Corse est une collectivité à statut particulier au sens de l'article 72 de la Constitution, de type collectivité territoriale unique (CTU) dénommée « collectivité de Corse » et instituée en lieu et place de la collectivité territoriale de Corse et des collectivités départementales de Corse-du-Sud et de Haute-Corse. Les circonscriptions administratives départementales de Corse-du-Sud et de Haute-Corse, territoires d'exercice des compétences de l'État, restent inchangées ; leurs préfectures sont situées respectivement à Ajaccio et Bastia.
La Corse abrite une nature préservée, marquée par des parcs naturels protégés et une faune unique, comme le mouflon corse ou le balbuzard pêcheur. Le parc naturel régional de Corse, qui couvre près de deux tiers de l'île, inclut la célèbre chaîne de montagnes avec le Monte Cinto, le sommet le plus haut de Corse. La randonnée y est une activité phare, notamment sur le GR20, un des sentiers de randonnée les plus exigeants d'Europe. Les plages de la Corse, comme celles de Palombaggia et de Saleccia, sont aussi très prisées pour leurs eaux cristallines et leurs paysages de sable blanc.
Le patrimoine culturel corse est un mélange unique d'influences italiennes, françaises et locales. Les villes comme Ajaccio, la capitale régionale et lieu de naissance de Napoléon Bonaparte, et Bastia, qui conserve des influences génoises, témoignent de cette riche histoire. La langue corse, bien que minoritaire aujourd'hui, reste un élément clé de l'identité locale et est enseignée dans certaines écoles pour préserver cette culture. On retrouve également un patrimoine musical traditionnel, notamment à travers les chants polyphoniques corses, souvent chantés a cappella et évoquant les luttes et la fierté de l’île. Le peuple corse qui habite l'île est d'origine mixte autochtone insulaire (nuragiques) et de la Péninsule italienne.

## Toponymie
L'origine du nom de Corse est difficile à déterminer. Il viendrait du grec Kurnos (à prononcer Kyrnos), avec la racine phénicienne Kur ou Kyr, qui signifierait pointe, cap ou promontoire. Les phéniciens appelaient également l'île Korsai, qui signifie « lieu recouvert de forêts ». Le mot Korsai en phénicien serait devenu Corsica en latin à l'époque romaine. Beaucoup d'auteurs de l'Antiquité, notamment Diodore de Sicile, Salluste ou Virgile, expliquent l'origine du mot Corsica par des légendes. Virgile écrit par exemple : « Cette île s'appelle Cyrne du nom de Cyrnus, fils d'Hercule ». Hérodote le premier avait émis cette hypothèse,.
Parmi les légendes, l'une évoque le personnage d'une femme ligure nommée Corsa, qui aurait découvert l'île la première. Une autre prétend que le mot Corsica viendrait des racines latines cor qui signifierait poitrine et sica qui signifierait poignard. L'une suggère que le mot viendrait de Corsus, neveu d'Énée, et de Sica, nièce de Didon, à qui la Corse aurait été donnée. Cette légende-ci n'est attestée dans aucun texte connu.

## Géographie

### Situation géographique

Carte géographique de la Corse.

La Corse est située dans le bassin occidental de la mer Méditerranée, distante de quelques centaines de kilomètres maximum de certaines grandes îles ou villes méditerranéennes, :
- 12 km de la Sardaigne (séparée par les bouches de Bonifacio)
- 82 km des côtes de la Toscane
- 120 km de Livourne
- 180 km de Nice
- 183 km de Gênes
- 603 km de Tunis
- 772 km d'Alger

Elle mesure 183 km de long du nord au sud et 83,5 km dans sa plus grande largeur. Elle est traversée par le 9e méridien est et le 42e parallèle nord. Sa superficie est de 8 722 km2,,, soit moins de 2 % du territoire national. Elle est organisée autour d’un vaste massif orienté nord-ouest/sud-est, culminant au monte Cinto situé à 2 706 m d'altitude. Le massif est très arrosé et traversé par de nombreux cols souvent enneigés en hiver, notamment le col de Vizzavona situé à 1 161 m d'altitude et qui traversé par l'axe principal reliant Ajaccio à Bastia,. L'altitude moyenne est de 568 m,. L'île est partagée en deux ensembles bien différenciés et parfois concurrents : le Deçà des Monts au nord, correspondant aujourd'hui à la Haute-Corse, organisé autour de Bastia ; le Delà des Monts au sud, correspondant aujourd'hui à la Corse-du-Sud, organisé autour d'Ajaccio. Le Deçà est largement ouvert vers la péninsule italienne alors que le Delà est beaucoup plus autonome. Le géographe allemand Friedrich Ratzel la qualifie de « pays de montagne dans la mer ».

Faisant partie de la région géographique italienne, la Corse se situe avec la Sardaigne sur une microplaque continentale. Sa situation au sein de l'espace géographique français est ambigue, comme l'explique le sociologue Jean-Louis Fabiani : 
« La Corse occupe une position paradoxale dans l’espace géographique français. Il ne s’agit ni d’un territoire situé véritablement outre-mer, ni d’un espace inclus dans la continuité territoriale. Les cartes de France ont longtemps représenté la Corse en la rapprochant de la bordure méridionale du pays, l’arrachant à son ancrage territorial dans le golfe de Gênes et niant la proximité géographique et culturelle qu’elle entretenait avec l’Italie. La carte de France présentée au générique du film Tout va bien, de Jean-Luc Godard et Jean-Pierre Gorin, mettait la Corse au nord-ouest de Dunkerque, indiquant, mieux que de longs discours, la situation flottante de l’île dans l’espace national. »

### Géologie, topographie et hydrographie

Strates géologiques de la Corse.

Le territoire insulaire offre une grande variété d'ensembles topographiques et de paysages naturels. C'est au cours de l'Oligo-Miocène — au milieu du Cénozoïque entre environ 22 à 25 millions d'années — que le bloc corso-sarde et la lanière continentale s'écartent progressivement du bloc ibérique, ouvrant derrière eux le bassin provençal, la mer d'Alboran, le bassin algérien et la mer Tyrrhénienne. La topographie insulaire est néanmoins très accidentée.
Le relief corse est très escarpé, au point que près de 70 % des terres se situent au-delà de 200 m d'altitude et un tiers au-delà de 500 m. Les parties axiales de l'îles comportent souvent des paysages rocailleux de type granitique. Les deux tiers ouest de l'île ont des formations géologiques anciennes datant de l'orogenèse hercynienne. Le sol y est cristallin et supporte les principaux sommets de l'île. Il s'étire du nord-est au sud-est. La « Corse hercynienne » est constitué de roches plutoniques (granite, diorite, gabbros) et de complexes volcaniques rhyolitiques, notamment dans le massif du Monte Cinto. Le quart nord-est de l'île, du cap Corse à la Castagniccia, est constitué de roches métamorphiques datant des orogenèse alpine et pyrénéo provençale. La « Corse alpine » formée au tertiaire est constituée diverses roches métamorphiques. La Plaine orientale est la seule région de plaine de l'île. Elle longe la mer Tyrrhénienne de Bastia à Solenzara. Elle doit sa présence aux alluvions entraînées par les torrents des parties orientale et centrale de l'île.
Le réseau hydrographique de la Corse est principalement organisé autour de deux fleuves, le Golo au nord et le Liamone au sud. Les cours d'eau sont de longueur réduite et généralement en pente rapide,. Seuls le Golo et le Tavignano dépassent les 80 km de longueur. Depuis les années 1980, les débits des grands cours d'eau ont diminué de 20 à 30 %. Les communications sont assez difficiles étant donné le caractère montagneux de l'île. Les liaisons se font essentiellement entre Ajaccio et Bastia. Les littoraux sont essentiellement rocheux (71 % des 1 000 km de côtes).

### Climat

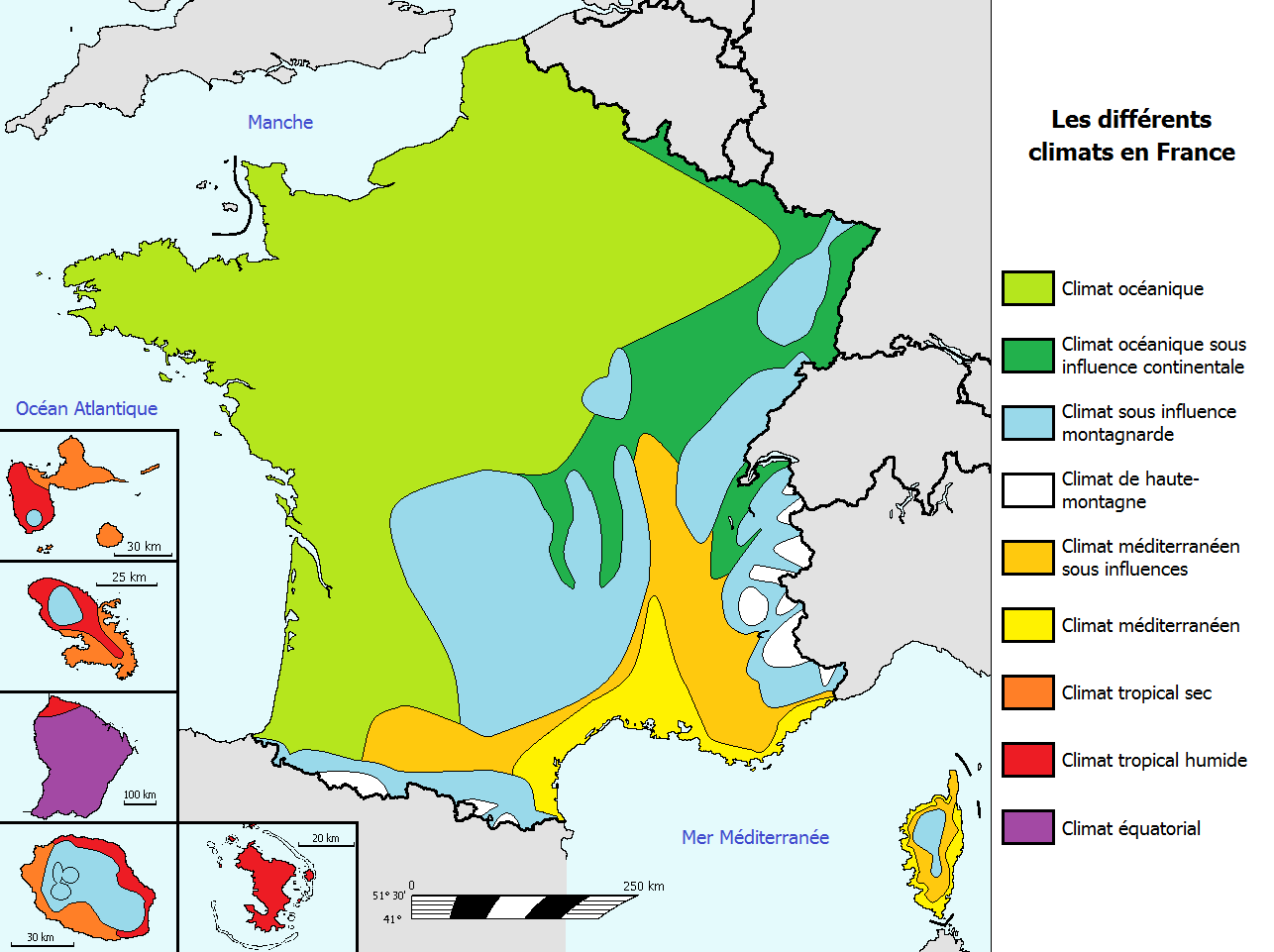
Carte des différents climats en France.

Le climat de la Corse est un climat de type méditerranéen dans son ensemble, mais l'île connaît une diversité de microclimats du fait de son relief accidenté. Ainsi, une partie de l'île peut connaître un climat alpin en hiver. Le climat méditerranéen se caractérise par la persistance de sécheresses, par les fortes chaleurs en été et les orages violents qui peuvent survenir à l'intérieur des terres ; l'hiver est beaucoup plus doux et humides. En été, les températures varient entre 25 et 30° C sur le littoral et sont parfois plus élevées à l'intérieur des terres, tandis que l'hiver, les températures sont plus douces, généralement entre 10 et 15° C en journée. Les précipitations sont plus importantes en altitude qu'en plaine.
Les vents sont assez violents, notamment dans le cap Corse. La Corse connaît également un climat montagnard qui se caractérise par une diminution régulière des températures, une variation thermique et une pluviométrie importante. Le vent est conditionné par le relief. Sur la côte occidentale, le Mistral domine. Sur la côte orientale, c'est le Libeccio qui est le vent dominant. Quant à l'extrême sud de l'île, dans les bouches de Bonifacio, c'est le Sirocco qui est le vent dominant.
Sur le plan de l'ensoleillement, Ajaccio est la troisième ville où la durée est la plus importante en France, avec une moyenne de 2 756 heures d'ensoleillement chaque année entre 1991 et 2010, Bastia se classant sixième avec 2 579 heures d'ensoleillement par an.

### Paysages et environnement
La Corse se caractérise par une division biogéographique qui dépend de l'altitude. La limite inférieure de l'étage montagnard, qui commence vers 1 100-1 200 m, est constituée d'une variété de pin, le pin laricio, de sapins et de hêtres. Il atteint au maximum 1 750-1 800 m et marque la limite supérieure des forêts sur l'île.
L'étage subalpin, situé entre 1 750-1 800 m et 2 000-2 100 m se caractérise par la présence de fourrés, notamment des fougères, et de landes (thym, genêt).
L'étage alpin, situé au-delà de 2 100 m, se caractérise par la durée de l'enneigement, la rigueur de l'hiver et l'amplitude thermique.
Dans les années 1950, des élus du centre de l'île ainsi que des sociétés de chasse et de pêche s'inquiètent de la baisse des ressources cynégétiques et halieutiques. Sous l'impulsion de François Giacobbi, président du conseil général, une Association pour la protection de la nature corse est créée en 1963. À partir de 1968, le conseil général cherche à organiser et à étendre les zones de protection. Une mission confiée à des biologistes à laquelle participe François Bourlière, président de l'Union internationale pour la conservation de la nature. Le rapport issu de la mission confirme alors que la Corse disposait d'une faune et d'une flore variées. Il conseille de créer un parc naturel régional qui comprendrait principalement les zones montagneuses et d'instituer des « zones d'aménagement protégées » pour réglementer l'urbanisme et les activités économiques. En 1970, un décret interministériel instituait les Parcs naturels régionaux. La même année, un rapport de la DATAR souligne la « beauté écrasante » de l'île. En 1972, le parc naturel régional de Corse est créé. Dans un premier temps, la zone du parc inclut principalement le nord de la Corse, signe d'arrières pensées politiques. Les objectifs lors de la création du parc sont alors la protection de la nature et des sites et la promotion économique et sociale à travers le tourisme et la « rénovation de la vie rurale ». Il s'étend actuellement sur 371 500 ha répartis sur 154 communes, ce qui représente 8 % de la population insulaire et 42 % du territoire. Les forêts occupent 35 % du territoire insulaire. En 1995, la Direction générale des politiques régionales de la Commission européenne met en avant les atouts de l'île : variété et beauté des paysages, richesse des écosystèmes, environnement préservé de la pollution, richesse en eau, identité culturelle forte, fort potentiel touristique, côte peu urbanisée et préservée de la littoralisation.
Depuis la création de l'Assemblée de Corse en 1982, la région bénéficie de compétences en matière d'environnement, tout comme en matière d'urbanisme et d'aménagement du territoire. Elles sont revues lors de l'adoption du « statut Joxe » en 1991. L'Office de l'environnement de la Corse est ainsi créé à cette occasion, tout comme un observatoire de l'environnement.

### Préservation de l'environnement
La prise de conscience environnementale se fait très tôt en Corse, dès la fin des années 1950. En 1960, le gouvernement de Michel Debré décide sans concertation avec les élus de créer un centre d'expérimentation nucléaire dans les mines désaffectées de l'Argentella au sud de Calvi,. La mobilisation contre le projet du gouvernement aboutira au transfert en Polynésie. En 1963, c'est un projet de ligne électrique reliant la Sardaigne à la Toscane qui mobilise les élus corses. Il aboutira aux premiers plastiquages à la fin des années 1960.
En 1973, un évènement majeur sur le plan environnemental frappe l'île. C'est l'affaire des boues rouges, impliquant le groupe italien Montedison, spécialiste en chimie fine, qui déversa du dioxyde de titane au large du cap Corse et qui provoqua une importante pollution marine de boues rouges. Des manifestations sont organisées à Ajaccio et à Bastia. Le gouvernement n'interviendra même pas auprès de l'Italie pour que les déversements cessent. Les responsables de la société sont condamnés à l'issue d'un procès à Livourne l'année suivante et l'un des navires de la société est détruit,.
Le nationalisme corse fait de l'environnement l'une de ses causes principales. La construction de la centrale thermique du Vazzio suscite dans les années 1980 une forte opposition. À partir de cette période, de nombreux sites naturels sont classés : réserve naturelle de Scandola, désert des Agriates, bouches de Bonifacio. Dans les années 1990, des mouvements tentent d'empêcher le passage des pétroliers dans le bouches de Bonifacio. En 1991, le « statut Joxe » délègue à l'Assemblée de Corse des compétences en matière de préservation de l'environnement. Cependant, les élus ont beaucoup de mal à se décider sur l'adoption d'un schéma d'aménagement régional, compétence également dévolue par le « statut Joxe ». L'application de la Loi Littoral est très difficile à mettre en place.
Depuis une vingtaine d'années, la pollution de la mer Méditerranée et de la mer Tyrrhénienne font que des « îles » se forment par accumulation de déchets plastiques. En 2016, la collectivité obtient de disposer d'une programmation pluriannuelle de l'énergie distincte de celle adoptée au niveau national, se dotant d'un outil supplémentaire pour la transition écologique et énergétique.

## Transports
La Corse est une région très enclavée et fragmentée. Elle est plus proche géographiquement de l'Italie que de la France métropolitaine. Elle est également affectée par l'éloignement à l'égard de Paris. L'île étant très touristique, la politique des transports a été orientée dans cette optique, tout en répondant aux attentes des habitants. Elle bénéficie d'ailleurs du principe de continuité territoriale depuis 1976 pour le transport maritime et depuis 1979 pour le transport aérien. Néanmoins, l'île est très dépendante du tourisme y compris en matière de transports, notamment pour le transport maritime.

### Voies routières

Principales routes territoriales.

Actuellement, 62 % des communes sont situées à plus d'une heure de route d'Ajaccio ou de Bastia. Le temps de trajet entre Ajaccio et Bastia est quant à lui de 2 heures 30. La plupart des voies routières ont été construites au départ d'Ajaccio à partir du XIXe siècle. Pendant longtemps, chaque piève et chaque canton était isolé des autres, tant la circulation était difficile. Les conditions de circulation peuvent être très difficiles, en particulier l'hiver. Certains cols, notamment celui de Vizzavona près de Bocognano, celui de Sorba près de Ghisoni et celui de Bavella près de Zonza peuvent être fermés, ce qui bloque les principaux axes de circulation. D'après l'Institut national de la statistique et des études économiques (INSEE), le réseau routier insulaire est de 8 372 km en 2019.
Les axes principaux sont :
- La route territoriale 20 qui relie Ajaccio à Lucciana
- La route territoriale 40 qui relie Ajaccio à Bonifacio
- La route territoriale 10 qui relie Bonifacio à Lucciana
- La route territoriale 50 qui relie Corte à Aléria
- La route territoriale 30 qui relie Corte à Calvi
- La route territoriale 11 qui relie Vescovato à Bastia

Ces dernières années, le réseau routier insulaire a été rénové, bénéficiant indirectement de la hausse de la fréquentation touristique.

### Voies ferroviaires

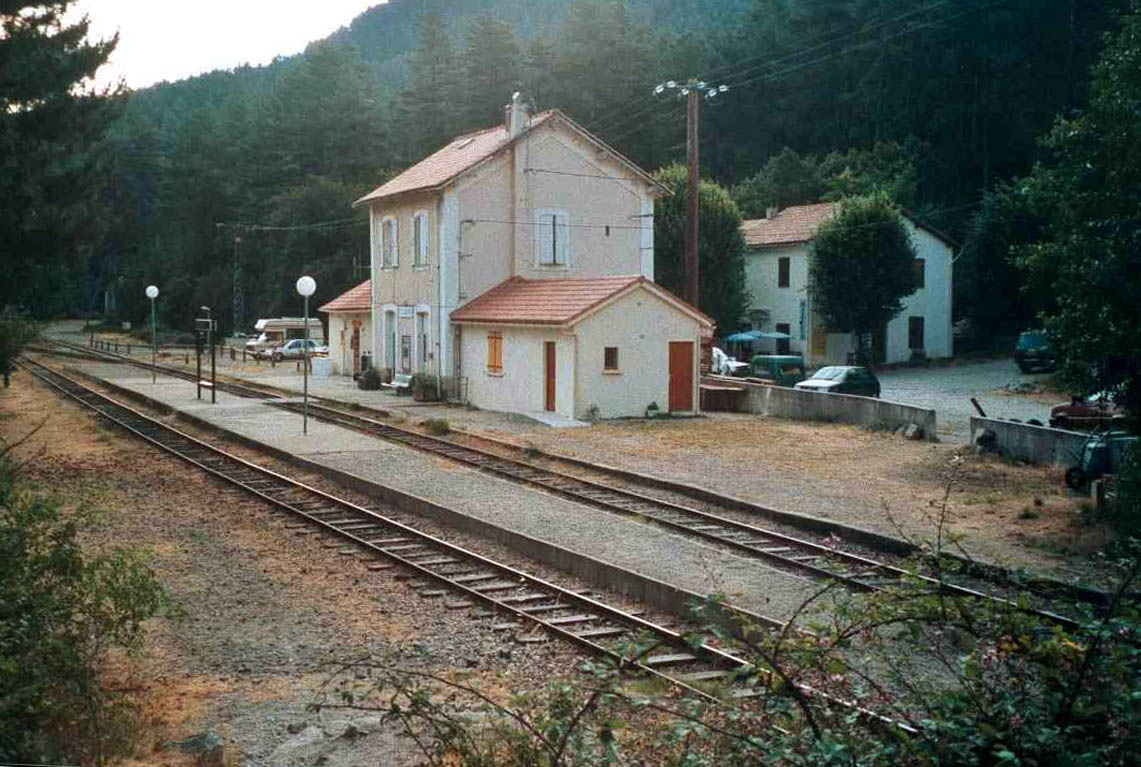
Gare de Vizzavona.

Le réseau ferré corse actuel est composé de deux lignes à voie métrique d'une longueur totale de 232 km,. Propriété de la SNCF depuis 1984, il a été cédé à la Collectivité de Corse en 2002.
La ligne principale relie Ajaccio à Bastia en passant par Corte et le col de Vizzavona, et l'autre se détache de celle-ci à Ponte-Leccia en direction de Calvi via l'Île Rousse.
Au service d'été 2023, 4 liaisons sont assurées dans chaque sens entre Ajaccio et Bastia pour une durée du trajet voisine de 3h45. Entre Bastia et Calvi (via Ponte-Leccia), 4 liaisons directes dans chaque sens en 3 heures, et 3 autres avec changement à Ponte-Leccia.
Une troisième ligne reliant Bastia (par embranchement à Casamozza) à Porto-Vecchio a été abandonnée en 1945 à la suite de la seconde guerre mondiale. Une remise en service de la section de Casamozza à Folelli est envisagée.
Une ligne entre Ajaccio et Sartène a été envisagée mais pas réalisée
La suppression du chemin de fer sur l'île a été envisagée dans les années 1960, mais face à la mobilisation populaire, le gouvernement est revenu sur sa décision.

### Voies aériennes

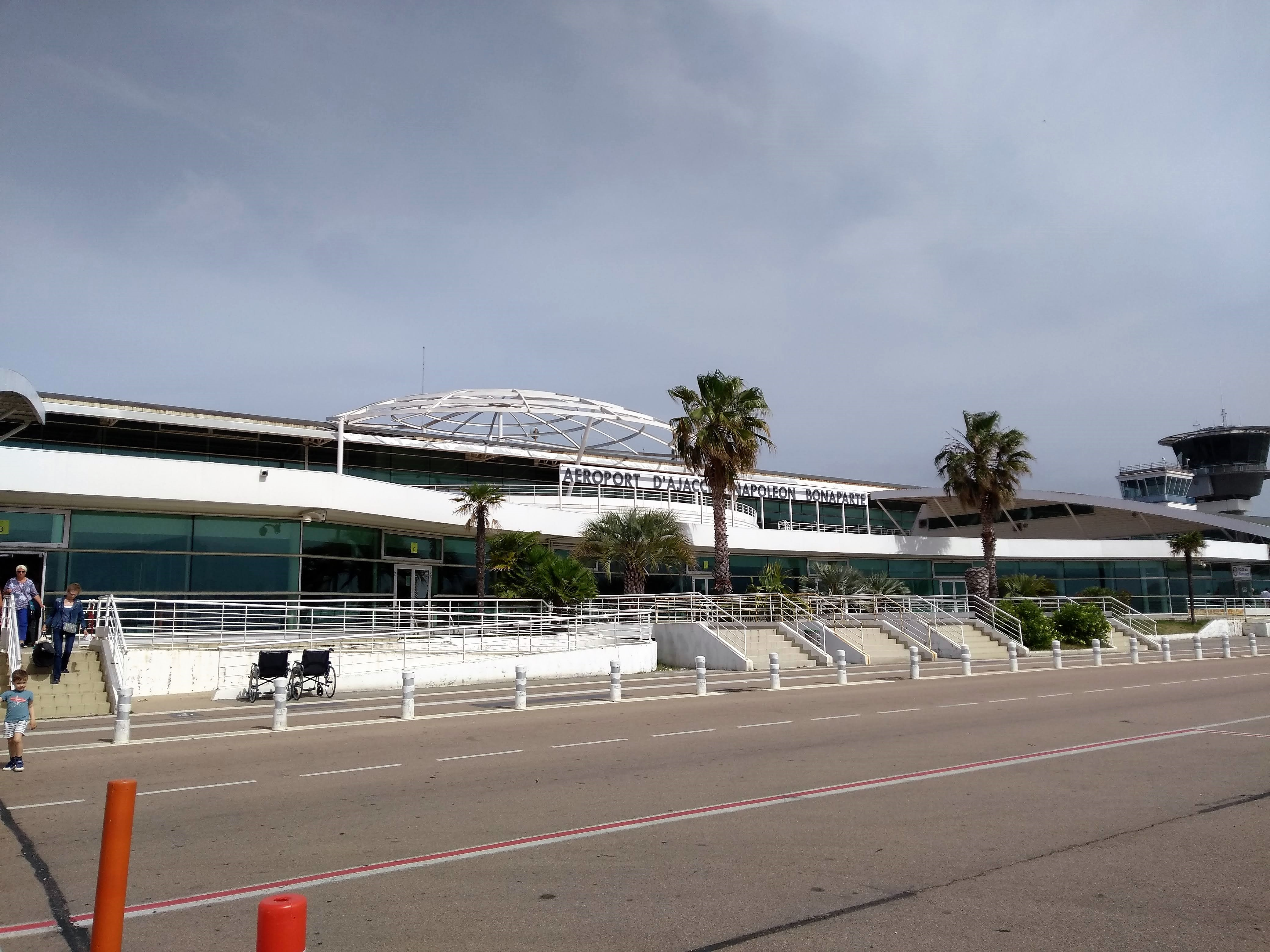
L'aéroport d'Ajaccio Napoléon Bonaparte est celui qui accueille le plus de passagers sur l'île.

Sur le plan du transport aérien, l'île est desservie par Air France et Air Corsica — dont le siège social est à l'aéroport d'Ajaccio — et par de nombreuses compagnies low cost — notamment Volotea et EasyJet — qui assurent des liaisons de mars à novembre. L'île possède quatre aéroports :
- Aéroport d'Ajaccio Napoléon Bonaparte à 5 km à l'est d'Ajaccio.
- Aéroport de Bastia Poretta à 16 km au sud de Bastia (entre Borgo et Lucciana)
- Aéroport de Calvi-Sainte-Catherine à 8 km au sud-est de Calvi
- Aéroport de Figari Sud Corse à 4 km au nord-ouest de Figari

| Aéroport                              | 2018      | 2019      | 2020      | 2021      | Évolution 2020/2021 | Évolution 2018/2021 |
| ------------------------------------- | --------- | --------- | --------- | --------- | ------------------- | ------------------- |
| Aéroport d'Ajaccio Napoléon Bonaparte | 1 104 893 | 1 069 203 | 634 557   | 1 004 379 | + 58 %              | - 9 %               |
| Aéroport de Bastia Poretta            | 988 584   | 987 576   | 525 756   | 814 110   | + 55 %              | - 18 %              |
| Aéroport de Figari Sud Corse          | 585 245   | 586 248   | 373 823   | 641 138   | + 72 %              | + 10 %              |
| Aéroport de Calvi-Sainte-Catherine    | 253 269   | 251 362   | 134 243   | 219 280   | + 63 %              | - 13 %              |
| TOTAL                                 | 2 931 991 | 2 894 389 | 1 668 379 | 2 678 907 | + 61 %              | - 9 %               |

L'accroissement du nombre de passagers entraîne d'importants travaux d'extension sur les différents aéroports de l'île.

### Voies maritimes

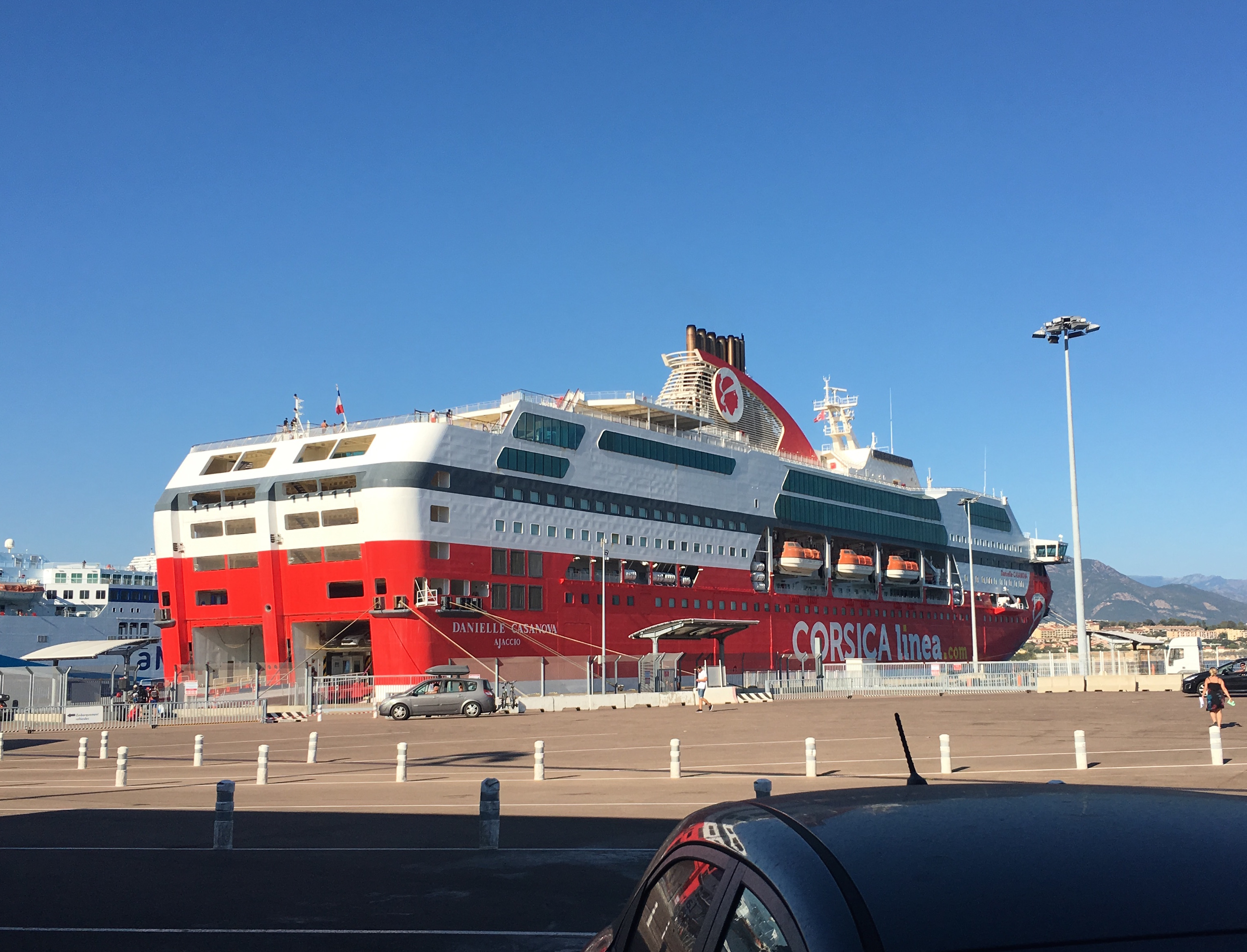
Le navire Danielle Casanova à quai dans le port d'Ajaccio en 2017.

Jusqu'au milieu du XIXe siècle, la Corse n'est pratiquement pas desservie par voie maritime. Jusqu'en 1830, la navigation se fait exclusivement par voiliers. La traversée pouvait encore prendre huit jours entre Marseille et L'Île-Rousse. Les premiers bateaux à vapeur accostent à Ajaccio et Bastia en juin 1830. La Balagne commence à être desservie par les bateaux à vapeur à partir de 1850. En 1877, la Chambre des députés vote l'instauration d'un monopole sur les lignes maritimes de la Corse. La compagnie Fraissinet détient le monopole de 1905 à 1948 avant que le Parlement ne décide de l'octroyer à la Compagnie générale transatlantique, renommée Compagnie générale maritime en 1969. La compagnie fait faillite en 1976, ce qui aboutit à la création de la SNCM. À partir de la fin des années 1980, la compagnie pâtit de la concurrence de la compagnie privée Corsica Ferries et connaît une crise importante à partir de 2001,. Régulièrement dans les années 2000, les salariés de la SNCM se mettent en grève, en particulier à Bastia qui est le premier port de l'île en ce qui concerne la desserte. La compagnie cesse ses activités le 5 janvier 2016. La compagnie Corsica Linea lui succède et le siège social est déplacé de Marseille à Ajaccio. Depuis 2022, l'île est également accessible par une ligne régulière à la voile, opérée par la coopérative Sailcoop.
Actuellement, la Corse compte sept ports (Ajaccio, Bastia, Bonifacio, Calvi, L'Île-Rousse, Porto-Vecchio, Propriano). Le monopole maritime sur les lignes intérieur est supprimé en 1999. Actuellement, la Corse est desservie par cinq compagnies maritimes pour le transport de passagers :
| Compagnie                          | Année de création | Siège social | Ports desservis |
| ---------------------------------- | ----------------- | ------------ | --- |
| Corsica Ferries - Sardinia Ferries | 1968              | Bastia       | France : Ajaccio, Bastia, L'Île-Rousse, Nice, Porto-Vecchio, Toulon Italie : Livourne, Savone                                                     |
| Corsica Linea                      | 2016              | Ajaccio      | France : Ajaccio, Bastia, L'Île-Rousse, Marseille, Porto-Vecchio, Propriano Italie : Porto Torres Algérie : Alger, Béjaïa, Skikda Tunisie : Tunis |
| La Méridionale                     | 1931              | Marseille    | France : Ajaccio, Bastia, L'Île-Rousse, Marseille, Porto-Vecchio, Propriano Italie : Porto Torres Algérie : Alger, Béjaïa, Skikda Tunisie : Tunis |
| Moby Lines                         | 1959              | Milan        | France : Bastia, Nice Italie : Gênes, Livourne |
| Ichnusa Lines                      | 2021              | Gênes        | |

Pendant longtemps, les armateurs privés n'ont pas vu l'intérêt d'investir sur les liaisons méditerranéennes, jugées insuffisamment rentables en dehors de la saison estivale. Néanmoins, encore aujourd'hui, la majorité du trafic maritime se fait pendant la saison estivale. Le port de Bastia est le premier port de Méditerranée pour le transport de passagers et le deuxième en France derrière celui de Calais.
| Port          | 2018      | 2019      | 2020      | 2021      | Évolution 2020/2021 | Évolution 2018/2021 |
| ------------- | --------- | --------- | --------- | --------- | ------------------- | ------------------- |
| Bastia        | 1 681 628 | 1 621 707 | 883 275   | 1 136 707 | + 29 %              | - 32 %              |
| Ajaccio       | 733 779   | 674 944   | 486 078   | 615 261   | + 27 %              | - 16 %              |
| L'Île-Rousse  | 366 028   | 294 722   | 172 130   | 322 115   | + 87 %              | - 12 %              |
| Porto-Vecchio | 141 273   | 143 232   | 129 428   | 186 443   | + 44 %              | + 32 %              |
| Bonifacio     | 210 256   | 212 883   | 55 996    | 63 385    | + 13 %              | - 70 %              |
| Propriano     | 48 275    | 38 174    | 31 490    | 40 436    | + 28 %              | - 16 %              |
| TOTAL         | 3 906 658 | 3 569 424 | 1 797 353 | 2 422 026 | + 35 %              | - 38 %              |

## Histoire
L'histoire de la Corse est mouvementée. Comme le rappelle Robert Colonna d'Istria, elle est très liée à celle de l'Italie jusqu'au XVIIIe siècle. Néanmoins, l'île a connu bien des périodes de présence humaine et d'occupations, ce que souligne le ministre gaulliste Alexandre Sanguinetti : 
« Depuis les Romains, la Corse a connu dix-neuf changements de domination, trente-sept changements de dénomination, trente-sept révoltes générales, sept périodes d'anarchie. C'est l'histoire la plus tragique de la Méditerranée. »
 Ainsi, l'île a connu peu de périodes paisibles, d'autant que la violence est rapidement devenue endémique à partir du IXe siècle. Depuis 1769, la Corse est un territoire français, d'abord annexé militairement par l'armée royale et érigé en province royale, puis incorporé en 1789 au début de la Révolution française.

### Protohistoire et préhistoire

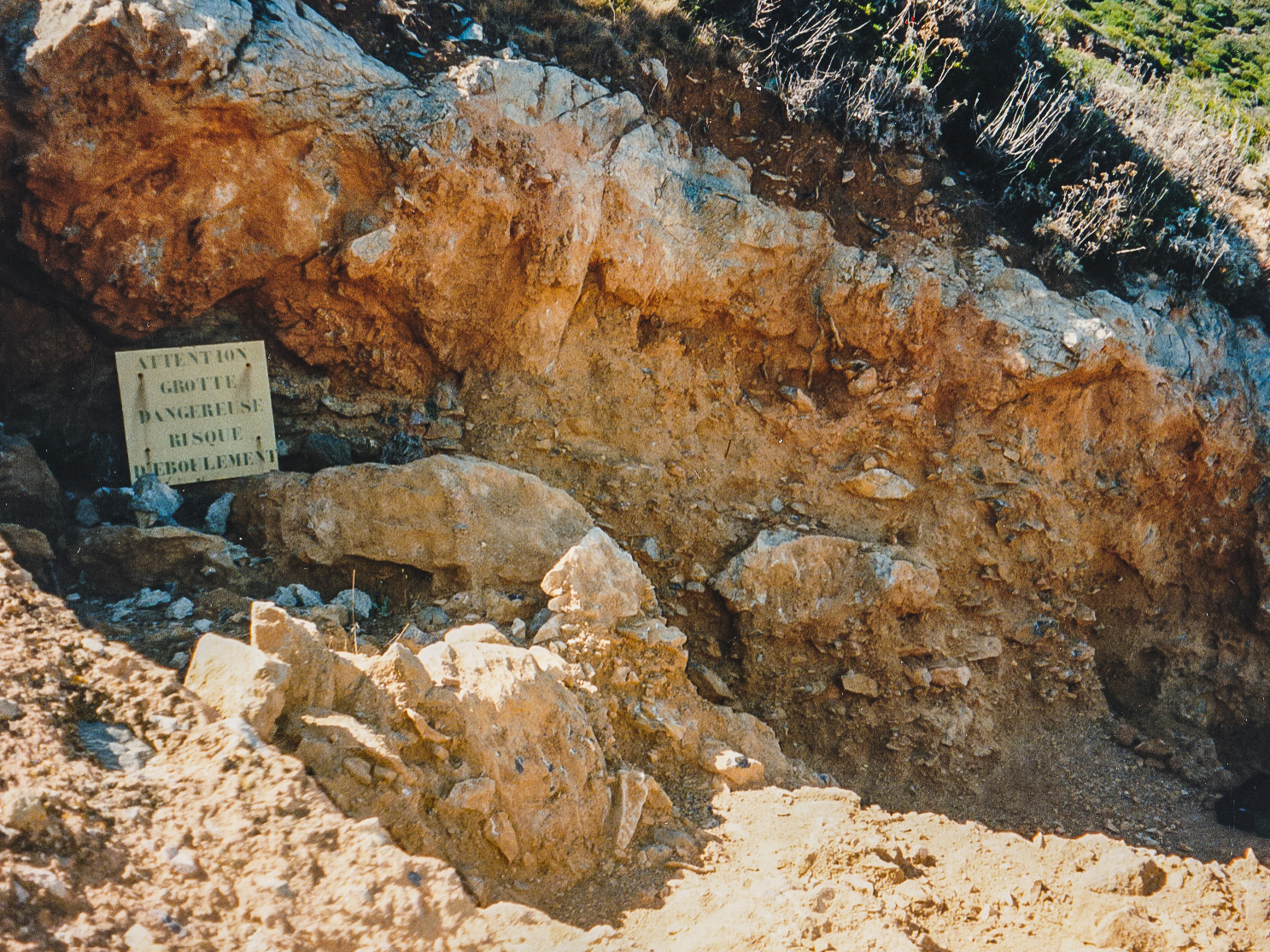
Site archéologique de Macinaggio (Haute-Corse), photographié en 1998.

Les premières traces d'occupation humaine de l'île remontent au VIIe millénaire av. J.-C.,. Une présence humaine à l'époque du paléolithique est établie, mais sa datation n'a pas pu l'être avec certitude par les fouilles archéologiques et les études anthropologiques. La découverte d'un squelette surnommé " la Dame de Bonifacio" sur le site archéologique d'Araguina-Sennola vers Bonifacio et authentifié grâce à sa datation au carbone 14 vers -6570 av. J.-C., est la trace la plus ancienne d'occupation humaine. D'autres squelettes ou traces archéologiques existent et certaines peuvent être plus anciennes, mais leur datation n'a pas été établie avec certitude.
Durant le néolithique, les habitants de l'île sont principalement des chasseurs-cueilleurs pratiquant également la chasse. L'agriculture et l'élevage semblent s'imposer vers le IIIe millénaire av. J.-C.. Les premières céramiques datent également de cette période. La période du mégalithique marque une originalité dans l'île par rapport au reste du monde méditerranéen, notamment avec l'introduction du menhir. L'âge de fer est celui qui a laissé le plus de traces archéologiques.

### Antiquité
Dès l'Antiquité, la Corse devient objet de convoitises de la part des peuples ou États qui dominent le Bassin méditerranéen. Tous poseront le pied sur l'île et s'y installeront à plus ou moins long terme. Elle devient assez vite une colonie de peuplement, mais aussi constituait une réserve importante de main d'œuvre pour les puissances méditerranéennes, en particulier pour les Carthaginois ou les Romains. La présence des Grecs avant le VIe siècle av. J.-C. est hypothétique, en particulier pour les Phéniciens.
Le premier peuple à dominer la mer Méditerranée est celui des Phéniciens. Leur présence est attestée en Sardaigne, contrairement à la Corse. Néanmoins, la proximité entre les deux îles laisse les archéologues et les historiens penser que les Phéniciens soient venus sur l'île. Certains écrits antiques laissent penser que des Libyens, des Ibères ou des Ligures se soient installés sur l'île à cette époque.
D'après Hérodote, c'est vers 565 av. J.-C. que des Phocéens — qui ont fondé Massilia à la même période — s'installent sur l'île et fondent la cité d'Alalia, site de l'actuelle Aléria sur la Plaine orientale. Ils auraient été chassés de Phocée (Ionie) par un siège mené par Harpage pour fonder la cité là où l'oracle de Delphes leur aurait indiqué. Alalia devient alors une cité prospère et participe à la diffusion de l'hellénisme en Méditerranée. Sa position est d'ailleurs idéale, la cité se situant en face de l'Étrurie et se trouvant sur la route de l'Ibérie qui passait par Bonifacio ou Marseille. L'agriculture se développe, tout comme l'exploitation forestière et minière qui favorisent la construction de navires. Dans le même temps, certaines formes d'artisanat se développent tout comme les arts. Ainsi, la Corse passe les différents stades de l'âge de fer sans retard sur d'autres régions d'Europe. Cependant, hormis pour Alalia, les signes de présence des Grecs sur l'île sont quasi inexistants. Cela s'explique sans doute par le fait que la Corse était la seule île de Méditerranée où ses habitants vivaient à l'intérieur des terres contrairement aux autres îles plutôt tournées vers l'extérieur et dont les habitants vivaient plutôt sur le littoral. Vers 540 av. J.-C., les Phocéens sont défaits par les Étrusques et les Carthaginois — qui voyaient tous deux d'un mauvais œil les actes de piraterie des Phocéens — lors de la bataille navale d'Alalia. Après la bataille, la Corse et les territoires de la mer Tyrrhénienne reviennent aux Étrusques. Les seules traces de leur présence sont sur le littoral. Les Étrusques sont vaincus par Syracuse, qui devient la puissance dominante dans le bassin méditerranéen au Ve siècle av. J.-C.. La présence de Syracuse en Corse semble s'être limitée à la création d'un port vers 453 av. J.-C. qu'ils baptisent Portus Syracusanus et qui serait situé dans le golfe de Porto-Vecchio. Les Étrusques reviennent sur l'île par la suite. Progressivement, Syracuse et les Étrusques sont vaincus par la République romaine qui devient la puissance dominante et constitue un vaste empire.

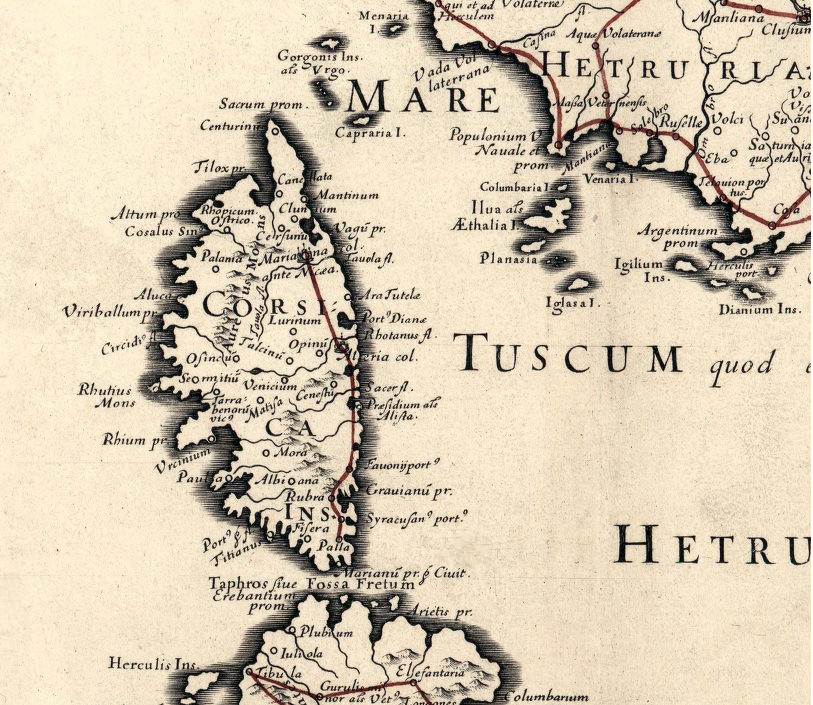
Carte de la voie romaine en Corse datant de 1641.

À partir du IIIe siècle av. J.-C., la Corse devient un territoire d'émigration. Progressivement, Carthage prend possession de l'île et chasse les Étrusques. Or, cela contrevenait aux traités conclus avec Rome plusieurs siècles auparavant. En 271 av. J.-C., Carthage renforce sa présence à Alalia. En 259 av. J.-C., le consul Lucius Cornelius Scipio prend possession d'Alalia et rebaptise la cité Aléria,. Les Romains conquièrent toute l'île mais ne dominent réellement que le littoral. Jusqu'en 160 av. J.-C., Rome lance dix expéditions pour conquérir la Corse. En 238 et 237 av. J.-C., Rome conquiert la Sardaigne — à la suite d'une révolte de mercenaires où Carthage est contrainte de céder l'île à Rome — puis la Corse. Les deux îles deviennent une province romaine en 227 av. J.-C. après que Rome ait réprimé plusieurs révoltes, notamment en Corse. Pour étouffer les révoltes sur l'île, Rome réprime les soulèvements et réduit une partie des indigènes à l'esclavage qu'elle vend. La conquête définitive de la Corse à lieu en 225 av. J.-C.. L'île pacifiée devient une colonie de peuplement. Les insulaires sont intégrés dans l'organisation sociale romaine et aux responsabilités. Caton l'Ancien y a exercé la questure et était parvenu à faire accepter la présence romaine aux insulaires. Cependant, Rome poursuit ses conquêtes et la Corse ne reste plus une priorité, d'autant qu'elle n'est pas aussi riche que la Sardaigne, la Sicile ou l'Hispanie romaine. Néanmoins, une autre cité, Mariana, est fondée par le consul Marius en 100 av. J.-C.,,.
La présence romaine permet à la Corse de connaître plusieurs siècles de calme et de prospérité. Les diverses fouilles d'Aléria ont permis de démontrer que les Romains ont tout fait pour s'implanter de manière durable sur l'île. La cité — la plus grande de l'île — comptait près de 20 000 habitants à son apogée et qu'elle fut aménagée comme la plupart des cités romaines. Elle fut reconstruite sur décision de Sylla en 81 av. J.-C.,. Jules César aurait même visité la cité en 46 av. J.-C.,. En plus de l'agriculture, l'île connaît un essor important du commerce maritime grâce à son ouverture sur la Méditerranée. Des historiens antiques comme Appien ou Dion Cassius expliquent l'importance stratégique de l'île dans l'approvisionnement de l'empire. Les infrastructures se développent, à l'image de la voie romaine, ainsi qu'une administration efficace — même si la corruption existait — et une armée stationnée sur l'île. Auguste en fait même une province impériale détachée de la Sardaigne en 6 ap. J.-C.,,. Diodore de Sicile estimait que la Corse comptait environ 30 000 habitants au tout début du Ier siècle. Cependant, jusqu'à la chute de l'Empire romain d'Occident, une incompréhension subsista entre les Corses et les Romains. L'île est aussi un lieu où sont envoyés les exilés de la cour impériale, à l'image de Sénèque qui fut exilé de 41 à 49 ap. J.-C. sur ordre de Messaline, qui l'accusait d'être l'amant de Julia Livilla, la sœur de l'empereur déchu Caligula. Néanmoins, seuls quatre personnes ont été identifiées comme ayant été exilés par Rome jusqu'à la chute de l'Empire. L'île connaît la christianisation comme tout l'Empire, mais aucun évènement important ne s'y produit jusqu'à la chute finale de l'Empire. L'empereur Dioclétien rattache la Corse au vicariat de Rome. Au IIIe siècle, la Corse était peuplée d'environ 100 000 habitants.

### Haut Moyen Âge
À partir du déclin final de l'Empire romain vers 457, la Corse traverse une période d'instabilité. La dislocation de l'Empire ne permet plus à l'île d'être défendue contre les invasions barbares. Les Vandales sont les premiers à débarquer sur l'île au milieu du Ve siècle vers 455 peu de temps après le deuxième sac de Rome mené par les Barbares. Ils détruisent la plupart des cités, notamment Aléria, et rasent de nombreux bâtiments chrétiens. Il semble qu'ils ne se livrent pas à des persécutions envers les insulaires. De même, les Lombards réalisent de nombreuses incursions à partir du VIe siècle. La Corse devient alors partie intégrante du Royaume vandale. Paradoxalement, les Vandales contribuent à ancrer le christianisme en Corse alors qu'ils cherchaient à l'éradiquer partout où ils avaient remplacé les Romains. L'occupation de l'île prend fin grâce à la reconquête par Justinien tandis que les Vandales sont déportés en Asie mineure. Au milieu du VIe siècle, la Corse intègre avec la Sardaigne et l'Afrique la province dite de l'exarchat de Carthage. Néanmoins, les expéditions menées par Byzance pour reconquérir l'Italie sont si brutales que les Corses finissent par faire appel aux Goths pour se délivrer de l'emprise des troupes byzantines. Cependant, l'occupation gothique ne dure pas, les Barbares étant vaincus par Byzance. Ainsi, jusqu'au VIIe siècle, la Corse est sous domination byzantine hormis l'intermède de l'occupation par les Goths entre 546 et 549. Concernant les affaires religieuses, la Corse dépend directement du diocèse de Rome, c'est-à-dire du pape en personne. C'est Grégoire Ier, dit « le Grand » (590-604), qui affirme la souveraineté spirituelle sur l'île contre les exactions menées par Byzance. Il cherche à mettre fin à la déchristianisation qui frappait l'île,. Le pape laisse un si bon souvenir sur l'île que les Corses choisissent de se placer sous sa protection après sa mort. Paoli choisit de placer l'université de Corte sous son patronage.
Les Sarrasins (Arabes, Maures ou Berbères) auraient fait quelques débarquements et incursions dans l'île au VIIIe siècle, se livrant aux mêmes violences et pillages que les Vandales à la différence qu'ils se livrèrent également à des persécutions et des massacres de civils. C'est à cette époque que le littoral est abandonné de ses habitants où la malaria se développe. La présence sarrasine sur l'île se manifeste notamment par la toponymie. De 725 à 751, le Royaume lombard conquiert l'île. En 754, la donation de Pépin de Pépin le Bref au pape Étienne II place la Corse sous la protection pontificale en reconnaissant la souveraineté du pape sur les États pontificaux. Or, cette dotation pose problème, car son authenticité est douteuse. Il est probable que, comme pour la donation de Constantin, la donation soit un faux,. Elle est néanmoins confirmée par Charlemagne au pape Adrien Ier puis au pape Léon III. En 806, les Maures envahissent la Corse. Charlemagne envoie alors une importante flotte. Les Maures sont battus et doivent livrer treize navires aux Francs,.

### Corse pisane
En 1016, Gênes et Pise s'allient à la demande du pape Benoît VIII et supplantent les musulmans en Corse et en Sardaigne, puis deviennent maîtres de la mer Tyrrhénienne,. Plusieurs grandes familles dominent l'île et se partagent les territoires entre le Deçà et le Delà des Monts. C'est à cette époque qu'apparaît cette limite, qui sera utilisée pendant la Révolution française pour créer les départements du Liamone et du Golo. À partir du XIIe siècle, de nouvelles familles arrivent sur l'île, notamment venant de Ligurie. Ces familles sont très liées à la république de Gênes, ce qui facilita la prise en main de l'île par Gênes à la fin du XIIIe siècle. À l'inverse, beaucoup de Corses quittent l'île, surtout à partir du IXe siècle et s'installent pour beaucoup en Toscane, au grand désarroi de l'évêque d'Aléria. L'île connaît une instabilité importante du fait de cette féodalité naissante, et ne retrouva une certaine stabilité que lorsqu'elle passa sous la domination de la république de Pise.
La rivalité entre les différentes familles oblige les féodaux toscans à demander au pape Grégoire VII son aide et sa protection. Le pape accepte leur requête mais en profite pour réaffirmer les droits de la papauté sur l'île. Il revendique les terres que les féodaux auraient usurpées à la papauté en vertu de la donation de Pépin. Pour cela, le pape fait appel à la république de Pise qui était son allié depuis peu. Les premières prétentions de Pise sur la Corse remontent au IXe siècle. À partir de 1077, Pise s'implante progressivement sur l'île, d'abord en menant une mission pour réorganiser le clergé puis en s'y implantant militairement. À la fin du XIe siècle, la Corse est inféodée à Pise. En 1091, le pape Urbain II reconnaît à l'archevêque de Pise l'autorité de conférer l'investiture aux évêques dans l'île. Cependant, cette décision est remise en cause par le partage des évêchés en 1133 par Innocent II sous la pression des Ligures,. Déjà en 1119, Pise et Gênes sont toutes deux promues au rang d'archevêché. Déjà en 1095, Urbain II avait fait appel à Gênes et non à Pise pour participer à la Première croisade. Les deux puissances se disputent alors la domination sur l'île, comme en témoignent les diverses occupations de Bonifacio jusqu'en 1195 où Pise cède définitivement la place à Gênes. Une garnison s'installe dans la cité en 1175. La cité portuaire s'y installe et en fait une colonie de peuplement avec une vocation à la fois agricole, militaire et commerciale. Elle fonde deux autres villes fortifiées, l'un près de la ville cité d'Ajaccio et l'autre à Calvi. Son implantation dans le Delà des Monts inquiéta Pise qui ne pouvait rivaliser face aux expéditions génoises. La cité toscane doit faire appel à Florence puis lutter contre ses ennemis, y compris Gênes, mais aussi à l'empereur germanique Henri VI. « La Sérénissime » l'emporte définitivement sur Pise lors de la bataille navale de la Meloria où la flotte pisane est entièrement détruite,. La Corse passe alors sous domination génoise. La présence pisane est visible notamment sur le plan architectural, en particulier pour la cathédrale de Saint-Florent.

### Corse génoise
Dans un premier temps, l'implantation génoise est limitée. En effet, la cité portuaire est confrontée à des difficultés intérieures et à son affrontement avec Venise — que Gênes avait combattu en tant qu'allié de l'Empire byzantin pour reconquérir les territoires perdus en 1204 lors de la Quatrième croisade — mais aussi de son allié, le royaume d'Aragon.
L'intérêt pour l'île étant essentiellement stratégique, Gênes ne prend pas le temps de mettre sur pied une administration efficace. Cet état de fait va perdurer jusqu'au XVe siècle, mais Gênes ne prendra jamais au sérieux la possibilité de s'implanter durablement sur l'île. L'île est ainsi confrontée à une « anarchie féodale », accentuée par les pratiques des seigneurs locaux.
En 1297, le pape Boniface VIII inféode la Corse et la Sardaigne au royaume d'Aragon par une donation au roi Jacques II, espérant notamment mettre fin aux prétentions de la maison d'Anjou sur la Sicile après l'épisode des Vêpres siciliennes de 1282,. Néanmoins, l'influence aragonaise reste très limitée, se limitant à des subsides et à l'accueil des féodaux chassés par Gênes, notamment Arrigo della Rocca. Jacques II renonce en 1325 à ses prétentions sur la Corse et s'installe en Sardaigne. Gênes commence à s'inquiéter de l'expansion de la maison de Barcelone, alors même qu'ils étaient alliés contre la maison d'Anjou. En 1346, les troupes aragonaises débarquent à Bonifacio,. L'année suivante, le doge de Gênes Giovanni da Murta organise une expédition menée par son fils Tommaso qui aboutit à la conquête de la totalité de l'île. Cependant, la Corse est frappée à partir de 1348 par la peste noire venue de Chine,,. Les Corses choisissent définitivement Gênes lors de la grande révolte fiscale de 1358. Le premier gouverneur dans l'île est nommé deux ans plus tard.
Malgré la victoire des Génois dans le conflit contre l'Aragon, l'île n'est pas entièrement contrôlée par Gênes. De plus, Gênes perd définitivement la suprématie en Méditerranée ainsi qu'en mer Noire au profit de Venise après sa défaite lors de la guerre de Chioggia. Gênes doit même subir une présence militaire française de 1396 à 1409 pendant la Guerre de Cent Ans. À ce moment-là, hormis ses comptoirs, la Corse reste la seule possession de Gênes qui continue de s'en désintéresser car l'île contribue faiblement à la richesse génoise, « la Sérénissime » ne faisant quasiment rien pour mettre l'île en valeur. Ainsi, le royaume d'Aragon parvient à se maintenir dans le Delà des Monts, notamment grâce à Arrigo della Rocca qui domine cette partie de l'île jusqu'à sa mort en 1401,.
En 1404, Vincentello d'Istria et ses hommes débarquent en Corse avec le soutien du roi Martin Ier. Il dirige la Corse pendant trois ans, jusqu'à ce que les Génois parviennent à reconquérir l'île grâce à Francesco della Rocca. L'île connaît alors une forte instabilité jusqu'en 1419, lorsque Vincentello parvient à reprendre le pouvoir. Il ordonna la construction de la citadelle de Corte pour assurer la défense de la ville en cas d'attaque. En 1421, le roi Alphonse V le nomme vice-roi de Corse et se rend personnellement sur l'île pour lui prêter main-forte avec 400 navires. Hormis Bonifacio et Calvi, toute la Corse était sous le contrôle de l'Aragon. Cependant, Alphonse V quitte l'île après l'échec du siège de Bonifacio. Vincentello parvient à gouverner la Corse grâce à l'appui du pape Martin V jusqu'en 1434, quand il doit quitter l'île à la suite de multiples trahisons. Il est capturé par Gênes, condamné à mort et décapité le 27 avril 1434.

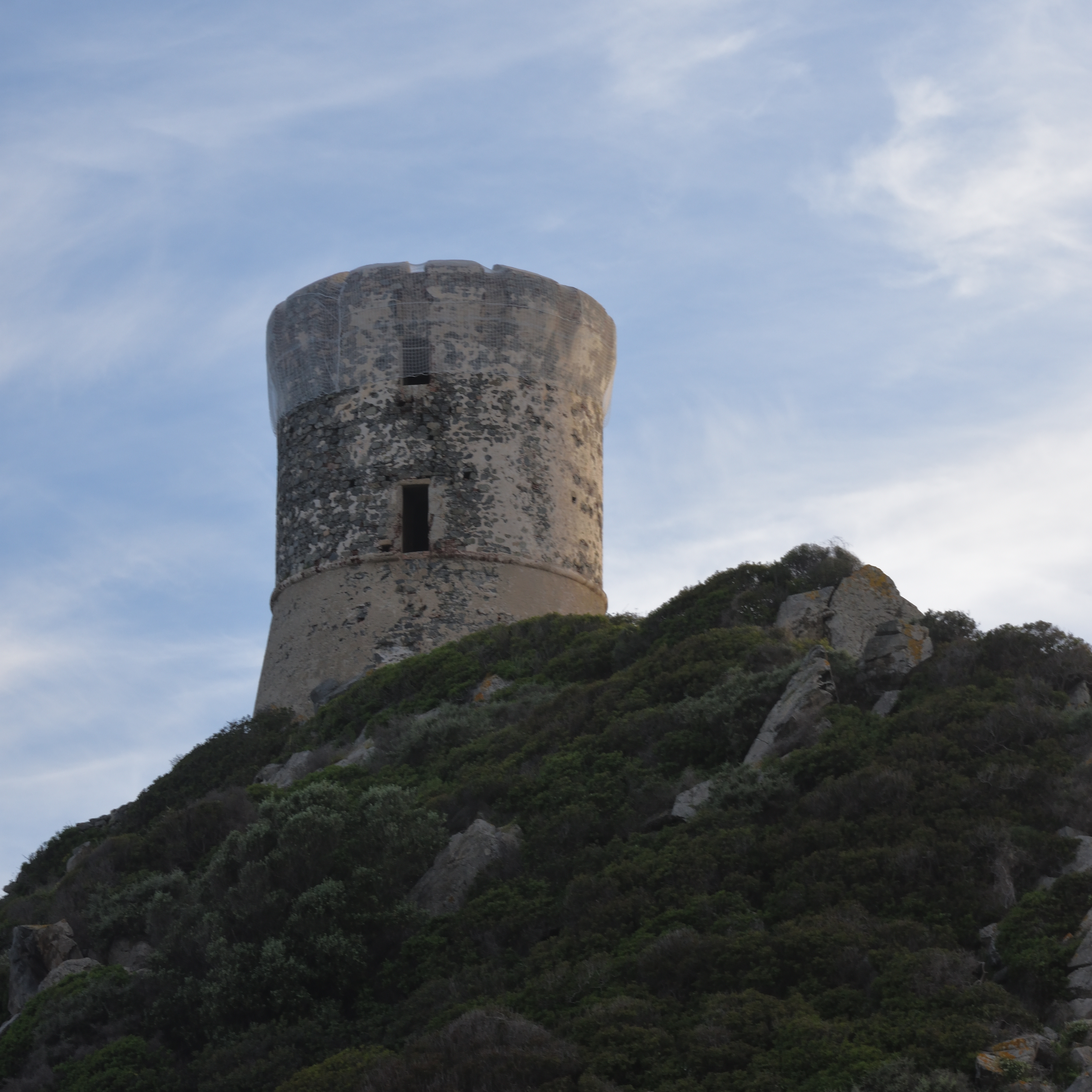
Tour de la Parata sur l'archipel des Sanguinaires.

En 1453, la Corse passe sous le contrôle de l'Office de Saint Georges, une banque privée génoise. Gênes lui confie deux objectifs : parvenir à pacifier et mettre sur pied un statut spécifique pour île ainsi que neutraliser les seigneurs du Delà des Monts qui faisaient fi de la présence génoise. C'est à partir de cette période que Gênes, par le biais de l'Office de Saint-Georges ou de sa propre initiative, se livra à de nombreuses exactions, persécutions et exécutions sommaires pour tenter d'imposer sa domination sur l'île. C'est ainsi que la féodalité est écrasée en Corse, seuls cinq fiefs subsistant au début du XVIe siècle. Pendant quarante ans, l'île connaît une paix relative. L'Office de Saint-Georges favorise son développement, faisant de Bastia et de Calvi des ports importants ouverts sur la péninsule italienne. Néanmoins, entre 1467 et 1476, l'île passe sous la domination du duché de Milan. L'Office de Saint-Georges n'exerce réellement son autorité sur l'île que de 1482 à 1562.
En 1492, Ajaccio est refondée autour de l'ancienne citadelle mais la cité est dans un premier temps interdite d'accès aux Corses. C'est également à cette époque que les tours génoises sont créées, dans le but de surveiller la mer et empêcher les invasions. Le gouverneur quitte Biguglia en 1515 pour s'installer à Bastia. Jusqu'à la fin du XVe siècle, les Corses voient plutôt positivement la présence génoise.

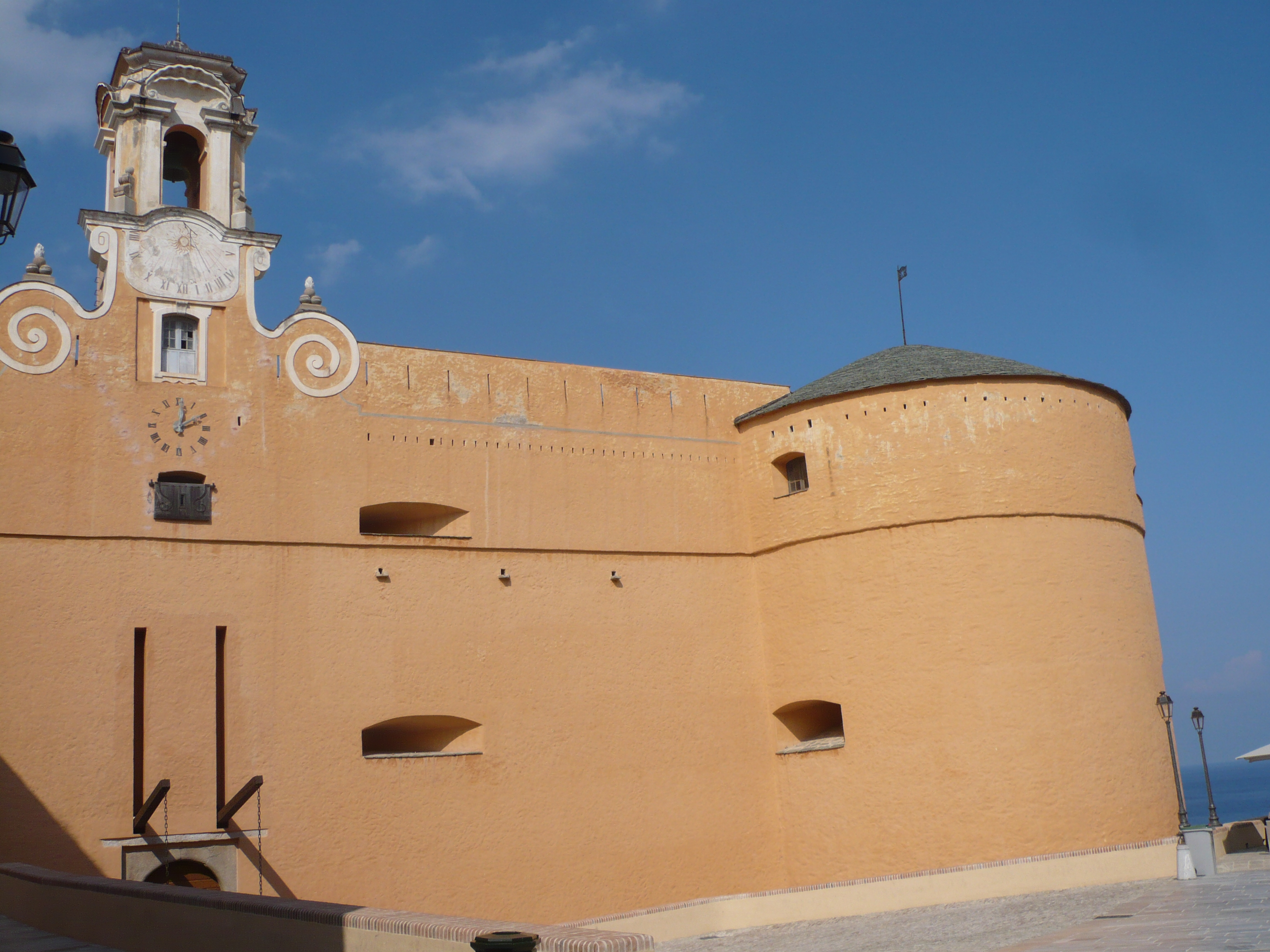
Le palais des Gouverneurs à Bastia, résidence officielle des gouverneurs génois de l'île de 1515 à 1768.

En 1539, Gênes refonde Porto-Vecchio avec pour objectif de mettre en valeur les terres de la Plaine orientale. Dans un premier temps, les Corses sont écartés du projet. La ville est même l'objet d'une colonisation forcée pour mater les populations locales. L'île profite faiblement de la prospérité génoise et de l'Office de Saint-Georges, au point que le phénomène de vendetta se renforce tandis que l'émigration s'intensifie. Au XVIe siècle, l'île suscite les convoitises du royaume de France et de la maison des Habsbourg. L'île connaît une relative tranquillité et connaît un important épisode de peste entre 1526 et 1530. En 1553, la France conquiert l'île avec l'aide d'un officier d'origine insulaire, Sampiero Corso,. Néanmoins, dès 1554, les Français perdent du terrain, en particulier dans le Deçà des Monts. La trêve de Vaucelle marque un tournant dans le conflit entre Valois et Habsbourg, menaçant le maintien des troupes françaises de Corse. Les traités de Cateau-Cambrésis mettent fin aux guerres d'Italie et restituent la Corse à Gênes. La nouvelle du traité et de la rétrocession de l'île à Gênes arrivent sur l'île en juillet 1559, alors même que Henri II venait de mourir des suites de ses blessures lors d'un tournoi. Les Corses envoient une ambassade auprès du nouveau roi François II mais le roi n'accède pas à leurs demandes. Le 9 septembre 1559, les dernières troupes françaises quittent l'île. Gênes elle, renoue avec les pratiques d'avant guerre et fait même venir sur l'île un bourreau et ses aides. De nombreuses exécutions sont organisées contre des partisans français. Sampiero décide alors de libérer l'île. Un mouvement de guérilla se met en place contre Gênes, mais Sampiero est victime de trahisons et est assassiné lors d'un guet-à-pent fomenté par Gênes près de Cauro. Son fils reprend la tête de la lutte, avant de partir pour la France en 1569.

### La quête d'indépendance
À partir de 1582, Gênes reprend en main l'administration de la Corse. Cependant, comme à chaque révolte ou problème interne au sein de l'île, elle renoue avec ses mauvaises pratiques de répression et n'a eu de cesse d'augmenter les impôts directs ou d'inventer de nouveaux impôts, comme celui sur le port d'arme. De plus, l'émigration, qui est un phénomène déjà ancien — depuis au moins le IIIe siècle av. J.-C. — s'intensifie depuis le XVIe siècle. Gênes ne fait rien pour résoudre les problèmes sur l'île, qui connait la misère et la pauvreté. La seule mesure prise est la création d'une police pour lutter contre l'émigration massive. C'est l'une des principales raisons qui expliquent le déclenchement de la révolte de 1729. Pendant des années, les Corses ne peuvent plus accéder à certaines professions civiles ou militaires. Même la garde des tours génoises leur est interdite en 1636. À partir de 1671, ils ne peuvent plus accéder à la moindre responsabilité dans les villes. Gênes n'arrange rien en ne choisissant pas des éléments modérés pour gouverner l'île. Le soulèvement de la Corse devenait alors presque inévitable.

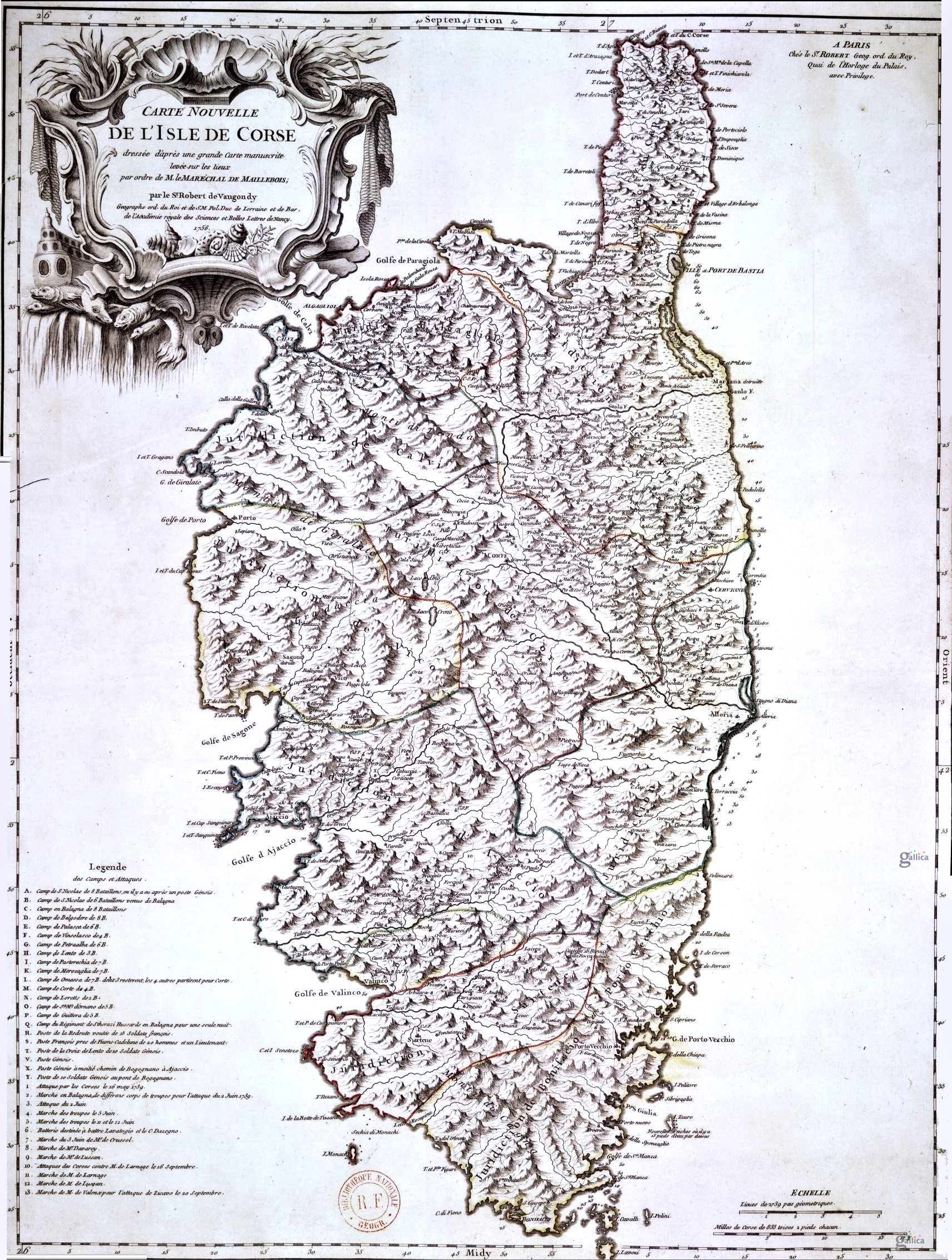
Carte des pièves de Corse en 1756, dessinée par le géographe Gilles Robert de Vaugondy.

Les villes se développent modestement, notamment Ajaccio, Bastia ou Calvi. À la fin du XVIIe siècle, Bastia comptait entre 8 000 et 10 000 habitants. L'île est toujours autant pauvre et doit importer une très grande part des produits consommés par les insulaires ou nécessaires à l'agriculture et à la proto-industrie. Signe du modeste développement de l'île, Porto-Vecchio ne parvient pas à connaître le même essor que les autres villes portuaires fortifiées, que ce soit par manque d'investisseurs privés ou bien parce que la malaria réduit fortement sa population. Cependant, le développement des ports fut l'une des raisons majeures qui expliquent la perte de la mainmise génoise. En 1704, 87 % des recettes que Gênes tirait de l'île venaient des droits de douane et des diverses taxes sur les navires circulant dans ses eaux. À partir de la seconde moitié du XVIIe siècle, les Corses sont majoritaires par rapport aux Ligures ou aux Génois. Une nouvelle politique économique est mise en place à partir de 1637, mais les Corses en sont en partie voire totalement exclus selon les provinces. Malgré tout, les inégalités continuent de se renforcer, y compris au début du XVIIIe siècle. Le sentiment de mépris et de mal-être des Corses est renforcé par la difficile cohabitation avec les Grecs qui se sont exilés sur l'île à partir de 1676, en particulier à Cargèse, car chassés par les Ottomans. Tout au long de cette période, l'économie de la Corse est presque exclusivement d'origine agricole, en particulier dans le Delà des Monts. Dans le Deçà des Monts, les premiers éléments de proto-industrie se développent, principalement dans le cap Corse. Bastia devient le cœur du pouvoir génois en Corse, tandis que le Delà des Monts est beaucoup plus éloigné et délaissé. Gênes ne fait néanmoins rien pour préserver sa position dominante sur l'île, sans se douter que sa domination pourrait prendre fin.
À partir de 1729, la Corse entre en rébellion contre l'autorité de Gênes. Deux tentatives d'indépendance ont lieu jusqu'à l'annexion de l'île au royaume de France, la plus connue étant celle de 1755. Gênes, en déclin depuis la fin du XVIIe siècle, ne parvient pas à restaurer son autorité malgré plusieurs interventions étrangères, en particulier du royaume de France. La guerre de succession de Pologne puis la guerre de succession d'Autriche empêchent Gênes de maintenir ses positions. À partir de 1748, elle ne contrôle presque plus rien, au point qu'elle finira par faire appel au royaume de France, qui reconsidéra sa position concernant le statut de l'île à l'issue de la guerre de Sept Ans. Le soulèvement commence par une jacquerie en décembre 1729, après qu'un collecteur d'impôt ait été chassé d'un village pour collecter un impôt, les due seini que Gênes avait instauré en 1715 et renouvelé malgré son caractère temporaire. Les insurgés parviennent à deux reprises à s'emparer de Bastia et menacent d'autres places fortes. Gênes envoie alors un nouveau gouvernement avec des pouvoirs exceptionnels. Cependant, la rébellion ne faiblit pas. En 1730, une consulte réunissant des délégués des pièves élit trois représentants : Luiggi Giafferi qui incarne les notables d'origine populaire, Andrea Ceccaldi pour les nobles et Marc Aurèle Raffaelli pour le clergé,. Ils sont rejoints l'année suivante par Hyacinthe Paoli — le père de Pascal — qui jusqu'alors entretenait de bons rapports avec Gênes. La consulte rédige des cahiers de doléances qu'elle adresse au nouveau gouverneur. Les doléances sont confuses car elles intègrent à la fois des revendications populaires mais aussi des revendications propres à la noblesse et aux notables corses. De plus, elles rendent compte de façon imparfaite de la situation réelle de l'île à l'époque,. L'insurrection s'étend dans toute l'île en 1731, les insurgés allant même jusqu'à chasser les Grecs de Cargèse. Les Génois tentent d'intervenir en faisant appel à l'Autriche mais les Autrichiens sont vaincus à la bataille de Calenzana en 1732. Les vaincus doivent convaincre Gênes de modérer sa politique à l'égard de l'île et d'accorder des concessions aux insurgés. Dès le départ des Autrichiens, Gênes s'empresse de ne pas respecter sa parole. C'est ainsi que les insurgés reprennent les armes.
En 1735, une consulte se réunit à Corte. Elle décide de la rupture définitive avec Gênes. Les insurgés se dotent d'un gouvernement provisoire, où Giafferi, Paoli et Ceccaldi dominent. C'est à cette occasion que le chant Dio vi salvi Regina devient l'hymne de la Corse indépendante,. Gênes répondit à cela en intensifiant la répression et en orchestrant un blocus de l'île. Voyant qu'aucune puissance ne venait à leur secours, les insurgés furent proches d'abdiquer. Cependant, un évènement inattendu changea le cours des évènements.
Le 12 mars 1736, des navires accostent à Aléria. La flotte est menée par Théodore de Neuhoff, un militaire et aventurier originaire de Westphalie sensibilisé aux problèmes que connaît l'île. Il rencontre en Italie les chefs des insurgés et réussit à les convaincre qu'il dispose d'appuis pour aider la Corse dans sa quête d'indépendance. Un mois plus tard, le 15 avril 1736, il est élu roi de Corse au couvent d'Alesani par les partisans corses. C'est le début de l'éphémère royaume de Corse. Une Constitution est adoptée, un gouvernement de trois membres institué avec Luigi Giafferi, Hyacinthe Paoli et Sébastien Costa. Théodore décide de créer une monnaie nationale et même une décoration qu'il intitule l'Ordre de la Délivrance. Théodore cherche à prendre toutes les places fortes côtières, mais il n'y parvient pas. Les appuis qu'il avait promis sont inexistants et les insurgés manquent toujours de troupes. Pire, ils n'ont aucune artillerie pour appuyer leurs offensives. Sept mois plus tard, Théodore quitte l'île depuis Solenzara avec Costa pour Livourne en quête d'appuis. À deux reprises, Théodore tente de revenir sur l'île, en 1738 puis en 1743, à chaque fois sans succès,. Gênes tente alors de reprendre la main, mais elle ne contrôle plus que les villes côtières.
À partir de 1738, elle fait appel au royaume de France pour tenter de reprendre l'île en main. Quatre expéditions sont organisées, de 1738 à 1741 ; en 1748 ; de 1756 à 1759 et de 1764 à 1768. Les deux dernières interventions sont les plus significatives, car elles aboutissent à l'installation temporaire dans les cités côtières. Entre temps, Pascal Paoli proclame l'indépendance de la Corse le 14 juillet 1755. La République corse tente de se structurer et de conquérir les villes côtières restées fidèles à Gênes ainsi que le Delà des Monts où le parti paoliste est très mal perçu. Paoli exerce son autorité sur la quasi totalité de l'île à partir de 1762, mais les places côtières lui échappent. Elles sont tenues par les Français en vertu des deux traités signés à Compiègne avec Gênes en 1756 et 1764. En 1763, Gênes tente un siège pour reprendre pied sur l'île, mais l'opération est un échec.

À partir de 1765, Paoli entretient une correspondance avec duc de Choiseul, principal ministre de Louis XV. Cependant, Choiseul et Paoli ne se comprennent pas. Choiseul reprend les propositions faites précédemment et juge excessives les demandes de Paoli tandis que le général corse refuse toute suzeraineté, qu'elle soit française ou génoise. Choiseul lui cherchait à préparer la revanche française vis-à-vis de la Grande-Bretagne après la défaite de la guerre de Sept Ans. Finalement, la correspondance est interrompue et Gênes, craignant un départ des Français dont la présence en Corse était censée prendre fin le 6 août 1768, négocie un nouveau traité : c'est le traité de Versailles signé le 15 mai 1768, qui marque la fin de la domination génoise sur l'île. Dans son Précis du siècle de Louis XV, Voltaire commente la cession de la Corse par Gênes à la France en ces termes : 
« En cédant la vaine et fatale souveraineté d'un pays qui lui était à sa charge, Gênes faisait en effet un bon marché ; et le roi de France [Louis XV] faisait un malheur... Il restait à savoir si les hommes ont le droit de vendre d'autres hommes ; mais c'est une question qu'on examinera jamais dans aucun traité. »
En juillet 1768, à la suite du traité de Versailles, la France rachète à Gênes ses droits sur l'île. En fait, au départ, il s'agit seulement d'une délégation : la France est chargée d'administrer la Corse durant dix ans et de la pacifier. Gênes étant dans l'incapacité de rembourser à la France ses frais, l'île devient propriété de la France au bout de dix ans. Le 15 août 1768, Louis XV proclame officiellement la réunion de la Corse à la France et, mésestimant la résistance corse, s'imagine qu'en envoyant un corps expéditionnaire mené par le marquis de Chauvelin, il pourra conquérir son acquisition et avoir raison de Paoli. Le corps expéditionnaire débarque à Bastia où il est bien accueilli. Des opérations sont lancées dans deux pièves, le Nebbio et la Casinca. Les troupes françaises sont vaincues lors de la bataille de Borgo en octobre 1768 par celles du général Jacques Pierre Abbatucci,. À partir de là, Choiseul décide l'annexion de la Corse au royaume et met en œuvre tous les moyens pour y parvenir. Au printemps 1769, le comte de Vaux débarque sur l'île à la tête d'un corps expéditionnaire bien plus important. Le 9 mai 1769, les troupes corses sont vaincues lors de la bataille de Ponte-Novo par les troupes françaises,. La déroute est telle que les mercenaires allemands qui combattaient aux côtés des Corses ont tiré sur les leurs. Pascal Paoli parvient à fuir avec plusieurs centaines de partisans. Paradoxalement, aucune opération miliaire n'eut lieu dans le Delà des Monts. Les pièves finissent par se rallier au royaume de France les unes derrière les autres. Le 13 juin 1769, Paoli embarque à Porto-Vecchio pour Livourne avec 300 partisans et part en exil pour Londres.

### La Corse devient française

#### Avant la Révolution française
La Corse est annexée par le royaume de France à la fin du règne de Louis XV. Le comte de Vaux devient gouverneur de l'île. Il constate que le phénomène de vendetta, que l'île connaissait depuis des siècles, ne cesse guère. Il suggère, dans une lettre envoyée à Choiseul, de prendre des mesures punitives pour y mettre fin. Cependant, le ministre refuse. Le comte de Vaux démissionne face à ce refus et est remplacé en mai 1770 par le comte de Marbeuf, présent sur l'île depuis 1764. Cependant, contrairement à ce qu'espérait Choiseul, le comte mène une politique semblable à celle que le comte de Vaux suggérait dans sa lettre. L'épisode le plus connu est sans doute la révolte durement réprimée dans la piève du Niolo en 1774,.
Les gouverneurs successifs de l'île et Choiseul cherchent avant tout à mettre sur pied une administration pour gouverner l'île et d'assimiler ses habitants au royaume. Choiseul est conscient que des partisans de Paoli sont toujours présents sur l'île, mais peu de changements sont réalisés dans l'organisation territoriale de l'île.
Sur le plan judiciaire, rien ne subsiste de l'organisation génoise ou paolienne. Des juridictions royales sont créées ainsi qu'une Cour souveraine pour juger les affaires en appel. Un code judiciaire est publié tous les ans à partir de 1778 et remplace progressivement les coutumes anciennes. Marbeuf reprend la politique répressive de Paoli pour lutter contre le phénomène de vendetta. Ce qui pose le plus de difficultés est l'adhésion des différents évêchés à la Déclaration des Quatre articles adoptée en 1682 et qui provoqua des remous à Rome. De plus, le clergé, suspecté de sympathie pour les partisans de Paoli, est étroitement surveillé. Des collèges sont ouverts à Ajaccio, Bastia, Calvi et Cervione. Le projet d'université n'ira pas jusqu'à son terme. Enfin, une réforme fiscale d'envergure permet enfin d'adapter les besoins fiscaux à la situation spécifique de l'île, tandis que des mesures sont adoptées pour stimuler la production agricole. Jusqu'à la fin du XVIIIe siècle, la Corse regagne de la population, en partie grâce à l'introduction de nouveaux principes et de nouvelles pratiques sur le plan médical. Néanmoins, si la Corse commence à sortir de la misère en cette fin de siècle, elle connaît toujours d'importants problèmes à la veille de la Révolution française.

#### La Révolution française et le royaume anglo-corse
La Révolution française est très bien accueillie dans l'île. Les cahiers de doléances présentés lors des États généraux de 1789 font d'ailleurs des demandes assez modestes. La demande de réunion de la Corse à la France est faite à l'Assemblée constituante le 30 novembre 1789 par le député Christophe Saliceti,. Un article proposé par Mirabeau autorise le retour des immigrés dont Pascal Paoli.
La réorganisation territoriale se poursuit. Le 15 janvier 1790, la Corse devient un département unique avec Bastia comme chef-lieu. Paoli débarque en France le 3 avril 1790 et effectue une tournée triomphale jusqu'à son arrivée en Corse le 14 juillet 1790, jour de la fête de la Fédération. Il arrive à Bastia trois jours plus tard. Il adhère aux idéaux révolutionnaires, jure obéissance et fidélité au peuple et est nommé par Louis XVI commandant de l'île avec le grade de lieutenant-général. La situation sur l'île se tend à partir de l'adoption de la Garde nationale, qui s'accompagne de violences à Ajaccio et à Bastia. Ces tensions resurgissent avec l'application de la Constitution civile du clergé. Face à cela, Paoli transfère le chef-lieu de Bastia à Corte, qui fut la capitale de la Corse indépendante. Cette décision fut très mal perçue par les partisans des Jacobins et les partisans de la révolution. Progressivement, Paoli prend ses distances avec les Jacobins. Entre-temps, la fuite de Varennes fait que les révolutionnaires ont de moins en moins confiance en Louis XVI. Les Girondins, qui viennent d'entrer au gouvernement cherchent à faire diversion et parviennent à faire adopter la déclaration de guerre de la France au roi de Bohême et de Hongrie le 20 avril 1792. Autrement dit, la France est désormais en état de guerre contre l'empire d'Autriche.
Dans les premiers mois des guerres révolutionnaires, les troupes françaises perdent toutes les batailles. La journée du 10 août 1792 aboutit à la chute de la monarchie. Trois jours plus tard, Louis XVI, Marie-Antoinette et toute la famille royale est emprisonnée à la prison du Temple. Les évènements font qu'une partie de la noblesse corse et les prêtres réfractaires choisissent de prendre le chemin de l'exil. Le 20 septembre, les troupes françaises remportent leur premier succès lors de la bataille de Valmy. Le lendemain, la Première République est instaurée, marquant définitivement la fin de l'expérience de monarchie constitutionnelle amorcée par la Constitution de 1791. La Convention nationale élue lors des élections législatives de septembre commence à siéger. Pendant la campagne, Paoli est malade et ne peut empêcher l'élection de députés favorables aux Jacobins, notamment Saliceti. Le 10 octobre, la Convention décide l'organisation d'une expédition contre la Sardaigne. Un contingent de 6 000 hommes est demandé, mais Paoli n'est pas favorable à l'expédition. Seuls 2 000 hommes du 2e bataillon de volontaires participent à l'expédition sous le commandement de Pierre-Paul Colonna de Cesari Rocca. Parmi ces hommes figure le jeune Napoléon Bonaparte. L'expédition est un fiasco. Paoli est accusé de l'avoir volontairement fait échouer. La Convention nationale décide alors l'envoi de délégués sur l'île pour surveiller les agissements de Paoli et de ses partisans, délégation dominée par Saliceti. À Toulon, le jeune frère de Napoléon Lucien dénonce Paoli et Charles André Pozzo di Borgo. Le 2 avril 1793, la Convention décide de les convoquer et vote un décret d'arrestation que les délégués hésitent à appliquer. Cette décision, conjuguée à leur mise hors-la-loi le 17 juillet, aboutit à la rupture de la Corse avec la Convention. Paoli convoque d'ailleurs une consulte à Corte dès le 27 mai. La Convention tenta de reprendre le contrôle en votant la bidépartementalisation de l'île pour mieux la contrôler. C'est ainsi que se forment le Liamone, qui correspond au Delà des Monts (plus la piève du Niolo) et dont Ajaccio devient le chef-lieu, ainsi que le Golo qui correspond au Deçà des Monts dont Bastia devient le chef-lieu. La bidépartementalisation ne devient effective qu'en 1796. Pendant trois ans, la Corse est autonome dans les faits, notamment pendant la courte période du Royaume anglo-corse où l'île devient une monarchie parlementaire avec un statut de dominion avec union personnelle avec la Grande-Bretagne. Cependant, Paoli ne parvient pas à imposer ses vues et est même envoyé en exil en octobre 1795. Les britanniques ne parviennent pas à s'imposer et l'île se soulève à partir de mars 1796. En octobre, les troupes françaises débarquent à Bastia et mettent un terme à l'occupation britannique. La Corse devient alors définitivement un territoire français.

### Depuis 1796

#### Du Consulat au Second Empire
La reconquête de la Corse achevée, Napoléon confie la responsabilité de l'île à Saliceti et à son frère Joseph, ainsi qu'à André-François Miot de Mélito. Celui-ci reste de décembre 1796 à mars 1802. En avril 1797, Napoléon rédige un rapport détaillé dans lequel il préconise plusieurs mesures pour que la Corse devienne définitivement française. Néanmoins, le Directoire commet plusieurs maladresses, notamment lors des élections pour le Conseil des Cinq-Cents et le Conseil des Anciens. La répression du coup d'État du 18 fructidor an V par Napoléon est mal perçue. En 1798, la révolte dite « de la Crocetta » — petite croix en palme fixée sur le vêtement, notamment à Pâques — commence dans le Golo. Le clergé y prend part, mais la révolte est violemment réprimée par le général Claude-Henri Belgrand de Vaubois. Une tentative de débarquement d'émigrés en octobre 1800 à Solenzara est également réprimée, tandis que Napoléon décidait de suspendre la Constitution de l'an VIII en Corse,. Jusqu'à l'abdication de Napoléon, les préfets de l'île n'auront que peu de pouvoirs. En 1801, l'île compte environ 160 000 habitants.
Miot de Melito devient administrateur général et se voit attribuer des pouvoirs dignes d'un proconsul. Il met en œuvre une politique libérale, cherchant à encourager la production agricole ou à favoriser l'aménagement des villes. Surtout, il allège la fiscalité par les arrêtés Miot qui sont adoptés le 21 juin 1801. En juillet 1801, le général Joseph Morand est nommé comme second administrateur avec pour mission de rétablir l'ordre dans l'île. À partir de 1803, il dispose de pouvoirs presque illimités et dirige l'île avec une fermeté extrême. Morand finit par indisposer Napoléon qui le fait remplacer par le frère du futur maréchal Berthier, César, en 1811. Après avoir rétabli l'esclavage en 1802, Napoléon fait déporter des Antillais en Corse. En 1811, l'empereur décide la fin de la bidépartementalisation. La Corse redevient un département unique, mais Ajaccio est préférée à Bastia comme chef-lieu. Malgré sa proximité avec Gênes, Livourne ou Nice, Bastia payait en partie son passé paoliste. La ville se manifeste à nouveau lors de la première abdication de Napoléon en tentant de négocier une nouvelle union personnelle avec la Grande-Bretagne. Un traité est même signé. Cependant, le reste de l'île ne suit pas. Par le traité de Paris, les puissances étrangères reconnaissent officiellement la réunion de la Corse à la France.
Au cours du XIXe siècle, la Corse regagne en population. Hormis les années où les récoltes furent plus difficiles (1811, 1816, 1823 et 1834), l'île connaît une relative tranquillité. La monarchie de Juillet s'intéresse de près à la situation de l'île et tente de mettre au point des politiques de grands travaux, mais ceux-ci sont assez lents. En revanche, la législation concernant l'agriculture évolue défavorablement. En 1842, des hauts fourneaux sont ouverts à Solenzara et Bastia dans le quartier de Toga et exploitent le minerai de fer importé de l'île d'Elbe. Bastia devient le poumon industriel de l'île. Une usine s'ouvre ensuite à Porto-Vecchio en 1860. L'arrivée au pouvoir de Louis-Napoléon Bonaparte est très bien perçue en 1848, tout comme l'avènement du Second Empire. Le plébiscite de novembre 1852 est un succès écrasant en faveur du rétablissement de l'Empire, avec 56 500 voix pour 56 600 suffrages exprimés. Devenu Napoléon III, l'empereur s'intéresse de près à la situation de l'île, sur laquelle il se rend en visite officielle en 1860.

#### De 1870 à 1958
La chute du Second Empire ne signifie pas la fin du bonapartisme, en particulier en Corse. En métropole, certaines voix — en particulier Georges Clemenceau — suggèrent de rétrocéder la Corse au royaume d'Italie ou de la céder au royaume de Prusse. Jusqu'aux élections législatives de 1881, la Corse envoie une délégation composée quasi exclusivement de députés bonapartistes à la Chambre des députés, malgré la crise du 16 mai 1877 qui aboutit à l'échec de la stratégie du président Mac Mahon. Les bonapartistes se rallient à la République en 1892, après la publication de l'encyclique Rerum novarum par le pape Léon XIII qui appelait les catholiques au ralliement. Seule Ajaccio sembla résister au mouvement. Un Comité napoléonien est créé en réponse au ralliement. Certains députés insulaires sont impliqués dans le scandale de Panama, en particulier Emmanuel Arène. Jusqu'à la fin du XXe siècle, la vie politique insulaire est dominée par quelques familles qui accaparent tous les postes politiques. Entre 1870 et 1900, une trentaine de préfets se succèdent, ce qui ne permet pas la stabilité.
Tout au long du XIXe siècle et au début du XXe siècle, la Corse subit les conséquences du clientélisme. L'île connaît un développement relatif sous le Second Empire, mais celui-ci s'enraye à partir de 1875. L'activité industrielle dans la région d'Ajaccio, en particulier les filatures, font faillite. En 1885, les hauts fourneaux de Solenzara et Bastia cessent leurs activités,. Les quelques gisements miniers ne sont pas jugés suffisamment rentables et l'artisanat insulaire est victime de la concurrence de la métropole. Pire, la production agricole dégringole par rapport au début du XIXe siècle. La malaria joue un rôle important dans cette baisse massive de la production agricole, notamment dans la Plaine orientale et en Balagne, tout comme l'adoption de la loi Méline. De plus, les produits venus des colonies et de la Provence concurrencent les produits locaux. Néanmoins, les autorités ne prennent pas la mesure du problème. Une commission d'enquête est mise sur pied et une loi adoptée en 1911, mais elle n'est pas appliquée. Ce n'est qu'à la fin de la Seconde Guerre mondiale, grâce aux Américains, que la malaria est éradiquée sur l'île. À partir de la fin du XIXe siècle, les villes deviennent le foyer nourricier des campagnes. Le tourisme est encore embryonnaire, limité à la région d'Ajaccio et aux régions montagneuses. Seul point positif, la ligne de chemins de fer finit par relier Ajaccio à Bastia. Néanmoins, l'extension vers la Plaine orientale n'a lieu que dans les années 1930 et celle vers Sartène est abandonnée. En 1908, Georges Clemenceau, alors président du Conseil, dresse un constat sans appel de la situation de l'île,.
À partir de 1880, le phénomène d'émigration se renforce. Beaucoup de Corses entrent dans l'administration coloniale, notamment dans les départements d'Algérie et en Indochine française. D'autres, en particulier dans le cap Corse, quittent l'île pour l'Amérique, en particulier à Porto Rico et au Venezuela. En 1901, l'île compte environ 295 000 habitants. À partir de là, ce chiffre connaît une baisse constante jusqu'aux années 1950. Entre 1900 et 1956, la Corse perd environ 40 % de sa population. C'est d'ailleurs la seule île de Méditerranée à connaître un déclin démographique. La Première Guerre mondiale a des conséquences dramatiques sur ce plan. Pour faire face, l'État fait appel à une immigration de travail. C'est ainsi que beaucoup d'Italiens arrivent sur l'île, en particulier après 1922. Chaque année, entre 15 000 et 20 000 Italiens arrivent sur l'île, mais tous ne restent pas.
Dans les années 1920, la Corse connaît une poussée patriotique sans précédent. Dans le même temps, les autonomistes et les nationalistes, menés par Petru Rocca, épousent la cause de l'irrédentisme italien. La propagande de Benito Mussolini est très efficace en Italie, diverses revues voyant le jour, mais elle a peu d'échos sur l'île. Les autonomistes perdent toute crédibilité dans les années 1930. Pourtant, le maire d'Ajaccio Dominique Paoli croit bon de féliciter Mussolini après sa victoire lors de la seconde guerre italo-éthiopienne. Le 30 novembre 1938, l'Italie fasciste manifeste sa volonté d'annexer les anciens comté de Nice et de Savoie ainsi que la Corse. Immédiatement, un Comité d'action et de défense de la Corse française se met en place. Le 4 décembre 1938, devant 20 000 personnes brandissant drapeaux corse et français, est prononcé par Jean-Baptiste Ferracci le « serment de Bastia », : « Face au monde, de toute notre âme, sur nos gloires, sur nos tombes, sur nos berceaux, nous jurons de vivre et de mourir Français ». Le président du Conseil Édouard Daladier effectue une tournée triomphale sur l'île. Pendant la Seconde Guerre mondiale, la Corse est occupée par les troupes italiennes et allemandes. En 1943, elle est le premier territoire libéré de la métropole.
Les gouvernements successifs de la Quatrième République cherchent à réduire l'écart de niveau de vie entre Paris et la Province. En 1949, un rapport indiquait prendre en compte de « légitimes inquiétudes » sur la situation de l'île. La situation démographique et économique de l'île est enfin prise en compte, une longue enquête sur plusieurs années permettant de mesurer l'ampleur du phénomène. En 1954, la population de l'île est encore à 68 % rurale. La Corse, toujours rattachée administrativement à la Provence, bénéficie d'un Plan d'action régional particulier en 1957. Les objectifs du plan sont très ambitieux. Le tourisme et la production agricole sont les deux principaux axes de développement du plan. Deux sociétés d'économie mixte sont créés : la Société d'aménagement pour la mise en valeur de la Corse (SOMIVAC) et la Société pour l'équipement touristique de la Corse (SETCO), dont les sièges sont à Bastia. Cependant, les Corses se montrent sceptiques face aux chances de réussite du Plan. La SOMIVAC a investi 250 millions de francs jusqu'en 1975.
La Corse est particulièrement affectée par la décolonisation, beaucoup de Corses ayant bénéficié d'un emploi dans l'administration coloniale ou dans l'armée depuis près d'un siècle, y compris grâce au clientélisme électoral. Du 24 au 28 mai 1958, le 1er bataillon parachutiste de choc basé à Calvi enclenche la première phase de l'opération Résurrection, une des étapes du coup d'État du 13 mai 1958, qui consiste à s'emparer du pouvoir civil et militaire dans toute l'île. La Corse approuve largement le retour au pouvoir du général de Gaulle et vote largement pour le oui lors du référendum du 28 septembre 1958, malgré une abstention supérieure à 35 %.

#### Depuis 1958
À partir de la fin des années 1950, la Corse connaît enfin son décollage économique. À partir de 1956, la démographie est de nouveau en hausse. En 1960, l'île compte près de 270 000 habitants. Entre 1957 et 1965, elle accueille environ 17 000 rapatriés d'Afrique du Nord et d'Algérie. Ajaccio accueille 6 000 rapatriés alors qu'elle ne comptait à l'époque que 40 000 habitants, soit le tiers des rapatriés. Au total, Ajaccio et Bastia accueillent 53 % des rapatriés. Dans le même temps, les premiers effets du Plan d'action régional particulier se font sentir. Entre 1955 et 1960, le réseau téléphonique commuté augmente de 82 % sur l'île, contre 40 % pour le reste de la France métropolitaine. La Plaine orientale et la Balagne, débarrassés de la malaria, redeviennent des foyers agricoles. La production de vin se développe de façon très importante, et beaucoup de rapatriés — notamment des pieds-noirs — se verront attribuer des terres agricoles par le gouvernement, notamment autour d'Aléria. Les exploitations viticoles ne tarderont pas à poser des problèmes, étant donné que les exploitations avaient été au départ attribuées uniquement à des Corses avant l'indépendance algérienne.
Entre 1960 et 1990, le nombre de touristes passe de 100 000 visiteurs à 1,5 million. Progressivement, la Corse rattrape son retard et n'est plus considérée comme le territoire le plus pauvre de France métropolitaine. Néanmoins, une partie de l'économie de l'île reste ancrée sur des pratiques archaïques. La balance commerciale de la Corse demeure déficitaire avec la métropole. En 1959, le mouvement du 29 novembre est créé pour mettre en avant ces problèmes et attirer l'attention du gouvernement pour les résoudre. À partir des années 1960, un mouvement autonomiste se structure dans l'île tandis que le nationalisme corse reprend vie après une quarantaine d'années d'isolement. Cela donnera naissance à l'expression « question corse ». Les premières protestations ont lieu, notamment contre le transfert du site d'essais nucléaires de Reggane dans le Sahara algérien au sud de Calvi. Finalement, le site est déplacé en Polynésie française. L'année suivante, la dernière mine d'amiante fermait définitivement.
Dans le cadre du bicentenaire de la naissance de Napoléon, Georges Pompidou pose une première pierre en étant le premier à parler d'autonomie pour la Corse depuis Alexandre Millerand en 1922. En 1970, la Corse devient une région. L'île, en particulier le nord, est touchée par une importante pollution marine. À l'origine, les rejets dans la mer Méditerranée de déchets toxiques par une entreprise italienne de chimie, Montedison. C'est le début de l'affaire des boues rouges. Les Corses ne comprennent pas l'inaction des gouvernements français et italiens. Les mouvements autonomistes se renforcent. Face à l'engouement pour ces mouvements, Valéry Giscard d'Estaing et Jacques Chirac décident une seconde bidépartementalisation. Les départements de Corse-du-Sud et de Haute-Corse (avec le territoire de l'ancienne piève du Niolo) sont créés par la loi du 15 mai 1975. Cependant, le plan initial proposé par la mission interministérielle sur l'aménagement et l'équipement de la Corse est drastiquement revu à la baisse. C'est en partie à cause de cela que se produisent les événements d'Aléria en août 1975. Tout part d'un meeting de l'Action régionaliste corse à Corte où Edmond Simeoni tient des propos qui inquiètent le ministre de l'Intérieur Michel Poniatowski. Des militants autonomistes et nationalistes décident également d'occuper une propriété viticole dans la région d'Aléria. Cependant, la surréaction du ministre face à ces évènements aboutit à un affrontement armé, au cours duquel deux CRS sont tués. Simeoni et certains de ses hommes se rendent, tandis que d'autres parviennent à prendre la fuite. L'ARC et les autres mouvements autonomistes sont dissous par le gouvernement,. Paradoxalement, ce sont les événements d'Aléria qui font prendre conscience aux autorités de la nécessité d'un statut d'autonomie pour l'île.
Peu de temps après les événements d'Aléria, des indépendantistes — parmi lesquels des militants présents à Aléria — annoncent la création du Front de libération nationale corse (FLNC). À partir de 1976, les attentats se multiplient. C'est le début de ce que les militants du FLNC appellent « la Nuit bleue ». Les premiers attentats ont lieu sur l'île, mais aussi Marseille et Nice. Le 17 avril 1981, pendant l'élection présidentielle, le FLNC organise un attentat à l'aéroport d'Ajaccio qui doit accueillir Valéry Giscard d'Estaing. Au total, l'attentat fait 1 mort et 8 blessés. L'élection de François Mitterrand modifie quelque peu les choses. Les nationalistes obtiennent satisfaction sur certaines revendications. La Cour de sûreté de l'État est supprimée, une université ouvre à Corte et prend le nom de université de Corse-Pascal-Paoli. Une loi d'amnistie permet la libération d'Edmond Simeoni.
Le premier statut de la Corse est adopté le 26 mars 1982, donnant à la corse un statut avancé avec une assemblée régional, La Corse cessa d’être une région en 1991, lorsque la loi a créé la collectivité territoriale de Corse (CTC), dotée d'un statut particulier en lieu et place de la région, accentuant la décentralisation sur l'île. Le Conseil exécutif de Corse est créé par le statut Joxe en 1992. Néanmoins, le FLNC n'accepte pas cette ouverture. L'élection de la première assemblée de Corse s'accompagne de 100 attentats. Le FLNC finit d'ailleurs par se diviser entre modérés et radicaux. Plusieurs mouvements parallèles sont créés en suivant. Les années 1990 sont marquées par les violences, qui culminent le 6 février 1998 par l'assassinat de Claude Érignac, alors préfet de l'île. En réponse, 20 000 personnes manifestent contre la violence à Ajaccio et Bastia. Les nationalistes perdent du terrain et cessent d'avoir recours au terrorisme. L'année suivante, le préfet Bernard Bonnet est arrêté pour avoir ordonné la destruction d'une paillote construite illégalement sur une plage du golfe d'Ajaccio.
Le 22 janvier 2002, le gouvernement français adopte la loi sur le statut, rendant la faculté pour l’Assemblée de Corse de présenter des propositions tendant à modifier ou à adapter des dispositions réglementaires en vigueur ou en cours d’élaboration concernant les compétences, l’organisation et le fonctionnement de l’ensemble des collectivités territoriales de Corse, ainsi que toutes dispositions réglementaires concernant le développement économique, social et culturel de la Corse.
En 2003, une première tentative de modification du statut territorial de la Corse est organisée mais elle échoue. Les Corses rejettent la proposition lors d'un référendum local. Le maire de Bastia et ancien ministre Émile Zuccarelli joua un grand rôle dans le rejet de la proposition. La même année, l'île est fortement affectée par un épisode caniculaire. Finalement, un projet de collectivité territoriale unique est présenté et adopté en 2015. Lors des élections territoriales de décembre 2015, les autonomistes et les nationalistes s'allient et remportent les élections. Ils remportent également les élections territoriales de 2017 qui sont les premières pour la collectivité territoriale unique. La Corse est placée sous ce statut le 1er janvier 2018.
Après l'assassinat d'Yvan Colonna, emprisonné à la maison centrale d'Arles à la suite de sa condamnation pour le meurtre de Claude Érignac en 1998, la Corse connait des troubles violents. Quelques mois plus tard, l'île connaît un épisode orageux exceptionnel avec des vents proches de 200 km/h. L'épisode cause de nombreux dégâts et plusieurs personnes sont décédées.
En janvier 2025, l'Assemblée créée une mission d'information sur l’avenir institutionnel de la corse, La mission d'information, pourra laisser place, à un vrai pouvoir législatif, si au terme de 5 ans, le statut d'adaptation s'avère insuffisant.
En mai 2025, La commission des lois de l’Assemblée nationale française valide, un rapport parlementaire qui recommande l’inscription de la Corse, comme « collectivité à statut particulier » dans la Constitution. Les 16 députés recommande de procéder au statut d’autonomie de la corse, sans le pouvoir législatif corse.
Le 30 juillet 2025, le conseil des ministres adopte, le projet de loi constitutionnelle portant sur le statut d’autonomie de la Corse au sein de la République française. Pour être adoptée, cette réforme constitutionnelle doit être votée, par l’Assemblée nationale, et puis le Sénat, puis, lors de leur réunion en Congrès.

## Drapeau et héraldique
|                                   |  |                                       |
| À gauche, le drapeau de la Corse. |  | À droite, le drapeau de la Sardaigne. |

Le drapeau de la Corse est constitué d'une tête de Maure (ou More) sur un fond blanc. C'est l'une des héraldiques les plus anciennes, puisqu'elle existe depuis l'époque des croisades. Elle figurait notamment sur les étendards et les sceaux du royaume d'Aragon dès le XIIIe siècle.
L'origine de cette tête de Maure pour le drapeau corse fait l'objet d'un débat entre historien avec plusieurs hypothèses : aragonaise ou germanique.
Le drapeau corse actuel fut adopté une première fois lors d'une consulta réunie à Corte le 24 novembre 1762, et le dessin fut achevé deux ans plus tard.

## Population

### Démographie
Au 1er janvier 2025, la Corse compte 351 276 habitants selon la population légale de 2022.
| 1982    | 1990    | 1999    | 2006    | 2011    | 2016    | 2021    | 2022    |
| ------- | ------- | ------- | ------- | ------- | ------- | ------- | ------- |
| 240 178 | 249 737 | 260 152 | 294 118 | 314 486 | 330 455 | 347 597 | 351 276 |

Actuellement, il y aurait environ 700 000 Corses habitant en dehors de l'île.
Du IIIe siècle av. J.-C. au XVIIIe siècle, la Corse est un territoire d'émigration. Au début du XVIIIe siècle, la population n'est que de 150 000 habitants contre 250 000 habitants pour la Sardaigne. Après l'intégration à la France en 1769, la démographie insulaire s'aligne sur celle du Midi rural alors que celle de la Sardaigne augmente considérablement. En 1801, la population de l'île est d'environ 160 000 habitants. Cent ans plus tard, elle compte 295 000 habitants et plus de 300 000 habitants à la veille de la Première Guerre mondiale,. La Corse connaît une déprise démographique jusqu'aux années 1950,. Nombreux sont ceux qui quittent l'île pour travailler — beaucoup de Corses deviennent fonctionnaires dans l'administration coloniale en Indochine ou dans les départements d'Algérie — ou pour étudier, notamment à Paris, Marseille ou Nice. La croissance démographique repart à la hausse dans les années 1960, avec un accroissement naturel positif, une hausse de l'immigration et le rapatriement de pieds-noirs d'Afrique du Nord.
La densité est à peine de 40 hab./ km2, ce qui est très inférieur à d'autres îles méditerranéennes comme la Sicile ou les Baléares, mais plus proche de la Sardaigne voisine,. Cependant, les nationalistes dénoncent depuis les années 1970 le risque de « baléarisation de l'île ». Aujourd'hui, Ajaccio et Bastia abritent plus de 60 % de la population de l'île. La Corse se caractérise par la présence de « vides », notamment à l'intérieur des terres. La densité à l'intérieur des terres est très faible (10 hab./ km2).
En 2013, le taux de fécondité est de 1,55 enfant par femme. Le taux de natalité demeure inférieur à la moyenne de la France métropolitaine avec 9,4 %.
D'après les projections de l'INSEE, la Corse devrait compter 385 000 habitants d'ici 2050. La Corse est la deuxième région en matière de solde migratoire après la Nouvelle-Aquitaine.
En outre, la pyramide des âges évolue depuis le début du XXIe siècle. La part de la population âgée continue d'augmenter, en raison à la fois de la hausse de l'espérance de vie et de l'installation de retraités venus de France métropolitaine,.

### Immigration
Dans les années 1970, la Corse est la région qui accueille plus d'étrangers avant l'Île-de-France. En 2012, un habitant sur dix est un immigré, dans les proportions suivantes :
- 33 % sont nés au Maroc
- 23 % sont nés au Portugal
- 12 % sont nés en Italie

En 2018, ces trois pays sont encore très majoritaires par rapport aux autres nationalités selon l'INSEE : 
- 29,1 % sont nés au Maroc
- 24 % sont nés au Portugal
- 12,4 % sont nés en Italie

Dans la très grande majorité, l'immigration en Corse est une immigration de travail. La plupart est vouée à des emplois agricoles, ouvriers ou employés. Ils sont principalement concentrés dans le Sartenais, en Balagne ou sur la Plaine orientale. Plus de 50 % des immigrés installés en Corse déclarent n'avoir aucun diplôme.

### Répartition spatiale des hommes et des activités
La Corse est marquée par les déséquilibres spatiaux. Elle possède peu d'aires d'attraction et reste essentiellement agricole et rurale. L'essentiel des villages de l'île est situé entre 450 et 900 m d'altitude,. Cette localisation s'explique pour des raisons historiques — la Corse subit de nombreuses invasions jusqu'au XVIIIe siècle puis le débarquement de l'armée royale italienne en novembre 1942 pendant la Seconde Guerre mondiale — et sanitaires, la malaria étant présente sur le littoral jusqu'à la fin de la Seconde Guerre mondiale,.
Plus du quart de l'île est en déclin démographique, tandis que 70 % de la croissance démographique se concentre sur 15 % du territoire. Les zones de faible densité couvrent la moitié de l'île dans les zones les plus montagneuses et n'accueillent que 6 % de la population insulaire. À l'inverse, 50 % de la population et 66 % des emplois se concentrent dans les rares zones urbaines, principalement autour d'Ajaccio, Bastia, L'Île-Rousse ou Porto-Vecchio. Du IIIe siècle av. J.-C. au XIXe siècle, la Corse est marquée par l'émigration. La démographie insulaire ne connaît une augmentation importante qu'à partir de 1801, même si la Première Guerre mondiale a cassé la dynamique démographique. En 2000, 80 % de la population insulaire vivait en zone inondable, y compris à Ajaccio et Bastia.
Huit pôles urbains secondaires composent l'île. La plupart de ces pôles urbains se trouvent sur le littoral, notamment Porto-Vecchio, Propriano, Calvi ou L'Île-Rousse, tandis que d'autres sont à l'intérieur des terres, principalement Corte et Sartène. Corte accueille l'université de Corse-Pascal-Paoli tandis que Calvi, L'Île-Rousse, Porto-Vecchio ou Propriano sont des stations balnéaires et des villes portuaires. Un duopôle se dégage, celui d'Ajaccio/Bastia. Les deux villes polarisent 60 % de la population, 65 % des emplois et 66 % des revenus. La nature rocailleuse des sols, notamment dans le Nebbio, l'Alta Rocca ou près du désert des Agriates explique en partie la faible urbanisation de l'île. Ainsi, 75 % de la population vit sur le littoral.

## Économie
80 % de la population active travaille dans le secteur tertiaire.

### Agriculture
Malgré la faible présence de plaines, l'agriculture a toujours été l'activité prépondérante en Corse. Elle ne représente que 1,5 % du Produit intérieur brut régional et 3,5 % des emplois en prenant en compte l'agro-alimentaire. 10 % des exploitations génèrent 40 % des revenus agricoles globaux. La surface agricole utilisée n'est que de 37 %, ce qui explique la faible part de l'agriculture dans le PIB régional. L'agriculture corse repose sur deux piliers : la viticulture et l'arboriculture — en particulier la production d'agrumes — alors que les productions animales reculent. Les Appellations d'origine contrôlée (AOC) ont permis à certains de ces produits, tels que le Brocciu ou encore les vins de Patrimonio, de gagner en notoriété au-delà des frontières de l'île.
La baisse de la production agricole s'explique pour plusieurs raisons, notamment par la démographie, les problèmes de modernisation et les structures foncières spécifiques de l'île. Néanmoins, depuis 2010, le nombre d'exploitations repart à la hausse, la Corse étant la seule région dans ce cas. L'île compterait 2 943 exploitations d'après le dernier recensement agricole. Les deux tiers des exploitations se trouvent en Haute-Corse. Pour répondre à ces enjeux, l'île a mis en place des politiques visant à favoriser les circuits courts, l'agriculture biologique, et la préservation des savoir-faire traditionnels.
La pêche, quant à elle, reste une activité économique significative, bien que marginale par rapport à d'autres secteurs. Les eaux environnantes riches en ressources offrent des produits de qualité, mais la surexploitation des stocks et les régulations strictes de l'Union européenne constituent des freins à son développement.

### Énergie
Depuis 2016, la Corse dispose d'une Programmation pluriannuelle de l'énergie propre et indépendante de celle adoptée au niveau national. La collectivité est l'une des plus avancées en matière d'énergies renouvelables. Elle reste très dépendante concernant la consommation d'énergie, dont 87 % est importée (en comptant les carburants).
L'île dispose de deux centrales thermiques, l'une dans la zone industrielle du Vazzio près d'Ajaccio — opérationnelle depuis 1983 — et l'autre près de Lucciana. La puissance totale des deux centrales thermiques est de 191 MW. Une nouvelle centrale est censée remplacer celle du Vazzio, jugée vétuste. Les deux centrales ne répondent plus aux normes environnementales européennes. Les deux centrales fonctionnent grâce au fioul, ce qui joue beaucoup dans l'empreinte carbone de la Corse, d'environ 481 grammes de CO₂/kWh. En plus des centrales thermiques, l'île est équipée de sept centrales hydrauliques, alimentées par quatre barrages. Avec le changement climatique, la production d'électricité de ces centrales ne cesse de diminuer. L'île est également équipée de quatre turbines à gaz. L'île dispose de deux parcs éoliens, l'un dans le cap Corse sur les communes d'Ersa et Rogliano et l'autre près de Calenzana.

### Artisanat
L'artisanat est un élément central du patrimoine culturel corse. Les artisans de l'île perpétuent des techniques transmises de génération en génération. La fabrication du couteau corse, le curnicciolu, est une tradition vivante, chaque pièce étant unique et réalisée à la main. La poterie, la vannerie, et le travail du cuir sont d'autres exemples d'un savoir-faire artisanal qui continue d'enrichir la culture locale. Les artisans sont souvent les gardiens de techniques anciennes, qu'ils s'efforcent de préserver tout en innovant pour répondre aux exigences contemporaines.

### Industrie
L'industrialisation sur l'île a toujours été faible. Le secteur industriel en Corse est relativement modeste, principalement orienté vers l'agroalimentaire, les matériaux de construction, et l'artisanat. Les entreprises agroalimentaires, en particulier celles liées à la transformation des produits locaux (fromages, charcuteries, confitures, etc.), sont le moteur de cette industrie. Les principaux sites industriels se situent à Bastia et ses environs. Néanmoins, la plus grosse entreprise de l'île est située près d'Ajaccio. L'industrie ne représente que 7 % de l'emploi régional, ce qui est semblable à la situation existante dans les années 1960. Les dépôts de brevets sont de l'ordre de 4 pour 100 000 habitants, contre 144 pour 100 000 habitants pour le reste de la France métropolitaine. De plus, la petite taille des entreprises et le manque d'infrastructures modernes limitent la capacité de l'île à développer un secteur industriel plus compétitif.

### Tourisme

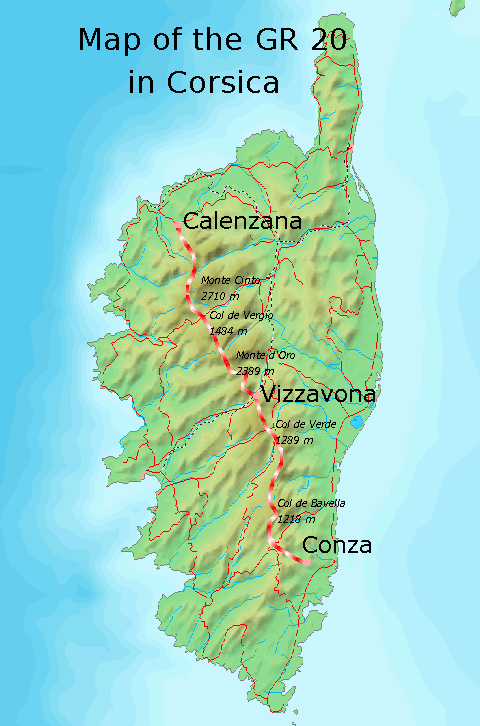
Carte du parcours du GR20.

Pendant longtemps, l'île n'est pas réputée pour être une destination touristique. Ce n'est qu'au milieu du XIXe siècle, notamment grâce à l'archéologue Prosper Mérimée, qui décrit la Corse comme étant « la citation de l'Homme », tout en expliquant que « les Corses n'ont jamais pu cultiver les arts », ce qui démontre que les préjugés étaient encore nombreux à l'époque. Pendant longtemps, le tourisme se concentre en quelques points : Ajaccio, qui devient la première station balnéaire de l'île ; Porto et Piana dans le golfe de Porto ; Vizzavona où les touristes anglais s'adonnent à la randonnée et où se trouve la « cascade des Anglais », aujourd'hui sur le parcours du GR20. Les premiers touristes anglais arrivent en Corse en 1860.
Dès 1949, le tourisme est vu comme un moyen de dynamiser et de vitaliser l'économie insulaire. En 1957, le Club Méditerranée ouvre un centre à Porto-Vecchio. C'est aujourd'hui la région la plus spécialisée dans ce secteur d'activité, qui représente 11 % de l'emploi régional,,. Néanmoins, c'est également celle qui est la plus dépendante. L'île réalise 9,5 millions de nuitées par an en moyenne, dont 60 % pendant l'été. Les dépenses touristiques sont estimées à 2,5 milliards d'euros en 2011,. Les transports représentent par ailleurs 24 % du total. Le port d'Ajaccio accueille près de 800 000 croisiéristes par an. Les trois principaux pôles touristiques sont le golfe d'Ajaccio, le golfe de Porto-Vecchio et la Balagne.
L'écotourisme s'est fortement développé dans l'île dans les années 1970 lorsque le GR20 est homologué et le parc naturel régional de Corse créé. Les principaux sites naturels visités sont les aiguilles de Bavella, les îles Sanguinaires, les calanches de Piana — et par extension le golfe de Porto — ou encore golfe de Sagone. Le cap Corse est également très prisé. Les zones côtières accueillent plus de 90 % des hôtels, des campings et des villages de vacances. Actuellement, la Balagne est le territoire le plus dépendant du tourisme, qui représente 40 % des emplois locaux pendant la période estivale. Beaucoup d'infrastructures touristiques ont été visées par des plastiquages ou des attentats depuis 1976.
La Corse accueille trois stations de ski : Asco-Stagnu, Val d'Ese et Ghisoni-Capanelle. Un projet de quatrième station a vu le jour à la fin des années 1980, mais il n'a pas été réalisé.
Le tourisme compte pour 31 % du produit intérieur brut de l'île. La Corse fait partie des territoires comptant le plus de résidences secondaires (38 % en Corse-du-Sud et 35 % en Haute-Corse).

## Enseignement supérieur
La Corse accueille depuis 1981 l'université de Corse-Pascal-Paoli à Corte. Le site accueille près de 5 000 étudiants de toutes nationalités, et dispose d'antennes dans d'autres communes de l'île, même si les syndicats étudiants et les nationalistes cherchent à empêcher toute délocalisation. Néanmoins, elle n'apparaît pas dans les classements internationaux et, hormis quelques rares chaires de recherche, l'université est surtout un moyen pour les nationalistes de diffuser leurs idées ,. La très grande majorité des étudiants sont originaires de l'île, et la ville hôte est encore mal reliée aux deux grandes villes insulaires. Jusqu'au début des années 1980, les étudiants corses allaient en majorité à l'université Nice-Sophia-Antipolis fondée en 1965 ou à Aix-en-Provence.

## Politique et administration

### Chef-lieu
Ajaccio a été désignée comme chef-lieu de l'île dès 1811 à la suite d'un décret impérial de Napoleon Ier. Elle a conservé ce statut lorsque la Corse fut détachée de la région Provence-Alpes-Côte d'Azur en 1970, tout en étant le chef-lieu de la Corse-du-Sud depuis 1976.

### Conseil régional
Aux élections territoriales de 2021, les forces autonomistes et nationalistes ont conservé la majorité qu'elles détiennent depuis 2015.

### Tendances politiques
Du milieu du XIXe siècle jusqu'au début du XXIe siècle, la Corse est dominée sur le plan politique par quelques familles seulement (Zuccarelli, Rocca Serra, Giacobbi, Abbatucci). Pendant longtemps, la Corse s'est caractérisée par la pratique du clientélisme, ce qui explique en partie la longévité de certains parlementaires. Néanmoins, les origines sont plus profondes qu'un simple échange de bons procédés en contrepartie d'un soutien aux élections, remontant au Moyen Âge avec les structures claniques.
Jusqu'à la fin de la Seconde Guerre mondiale, le Parti radical est le parti dominant, étant dirigé par le député de Calvi Adolphe Landry, qui fut d'ailleurs plusieurs fois ministre tout comme François Pietri, celui-ci appartenant à l'Alliance démocratique. Concurrencé par le mouvement gaulliste et par le Parti communiste français, le Parti radical parvient à préserver son hégémonie dans le nord de l'île bien que le maire de Bastia Jacques Faggianelli ait rallié les gaullistes. Dans le sud, les gaullistes deviennent la force politique principale, notamment en s'emparant de la mairie d'Ajaccio et de Porto-Vecchio.
À partir des élections territoriales de 2010, les partis autonomistes et nationalistes gagnent du terrain sur les partis traditionnels. Aux élections municipales de 2014, Gilles Simeoni remporte la mairie de Bastia, suivi en 2020 par Jean-Christophe Angelini qui gagne celle de Porto-Vecchio. Aujourd'hui, les Giacobbi et les Rocca Serra, qui ont dominé le nord et le sud de l'île depuis Venaco et Porto-Vecchio, n'ont pratiquement plus aucune influence politique.

## Culture

### Langue
La langue corse, ou corsu, appartient à la famille des Langues italo-romanes et classifiée à l'intérieur du groupe toscan. Elle fait partie du patrimoine culturel et linguistique de l'île et est à la fois un symbole d'identité régionale et un sujet d'intérêt pour les linguistes en raison de ses particularités et de son histoire.

#### Classification
D'un point de vue linguistique, le Corse est une variété de l'italo-toscan et ne présente pas de différences typologiques permettant de l'isoler comme une langue à part entière différente du toscan. Le corse est donc considéré comme une langue par élaboration dont la langue abstand serait l'italien.

#### Origines et construction
Le corse trouve ses racines dans le latin vulgaire, tout comme les autres langues romanes. Au fil des siècles, la Corse a été sous l'influence de différentes puissances, dont les Pisans, les Génois, et plus récemment, la France.
L'italien était la seule langue officielle de l'île jusqu'au rattachement à la France. Bien qu'à partir de cette date la seule langue officielle devait devenir le français en vertu de l'ordonnance de Villers-Cotterêts, seul l'italien demeura utilisé de facto.
En 1805, un décret impérial officialisera un bilinguisme français-italien dans les actes officiels. Il faudra attendre 1852 pour que l'italien soit interdit dans les actes d'état civil et le début du XXe siècle pour sa disparition des écrits officiels .
La primauté de l'italien dans l'usage écrit se retrouve notamment dans la toponymie et l'anthroponymie locale, sur le même modèle de diglossie en usage dans les diverses régions appartenant à l'aire italo-romane (coexistence de deux variété d'une même langue, l'une "haute" utilisée dans les écrits et dans les situations de prestige, l'autre "basse" uniquement orale et réservé aux usages quotidiens) .
Le corse a ainsi longtemps été une langue majoritairement orale. Ce n'est qu'à partir du XIXe siècle, alors que l'usage de l'italien comme forme écrite sera progressivement effacé par le français, que les premiers efforts de normalisation et de transcription ont commencé à se mettre en place. C'est un linguiste italien, Gino Bottiglioni, qui va codifier au début du XXe siècle la langue corse dans son Atlas linguistique et ethnographique italien de la Corse publié en 1942. Le mouvement de revendication identitaire des années 1970 a joué un rôle clé dans la réhabilitation de la langue corse, avec une revitalisation des pratiques linguistiques, tant dans la littérature que dans l'éducation.

#### Une langue très riche

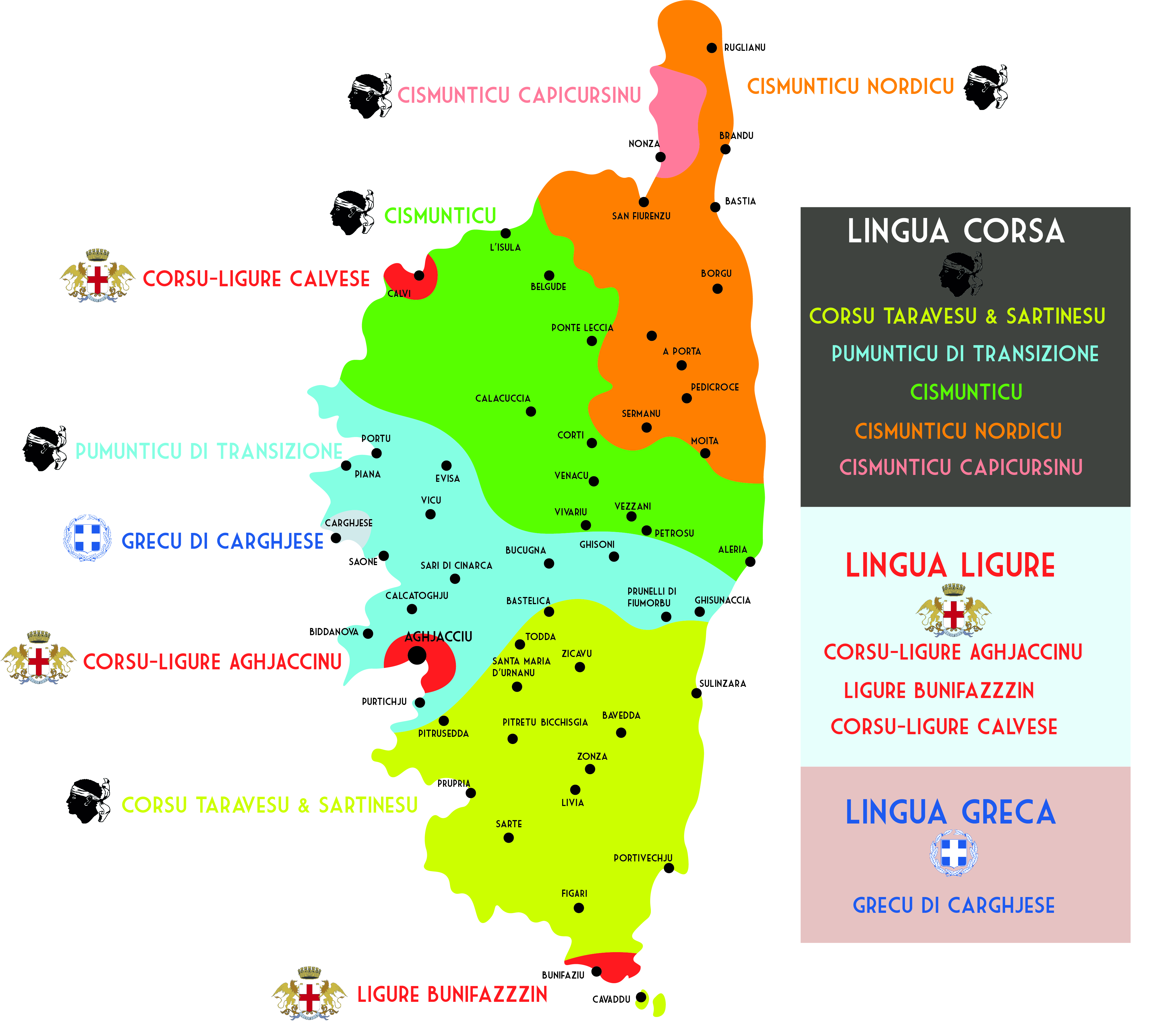
Carte indiquant la pratique des différents dialectes en Corse.

La langue corse se divise en plusieurs dialectes qui varient selon les régions de l'île. Les deux principales branches sont le corse du Nord, ou cismuntincu, et le corse du Sud, ou pumuntincu. Le cismuntincu est influencé par le toscan et présente des similarités avec les dialectes de la Toscane, tandis que le pumuntincu, plus conservateur, se rapproche des du sassarais et du gallurais parlés au nord de la Sardaigne.
Ces variations dialectales sont suffisamment importantes pour qu'un locuteur d'une région puisse avoir des difficultés à comprendre un dialecte d'une autre région. Cependant, tous ces dialectes partagent un socle commun qui les unit sous l'appellation « corse ».

#### Pratiques actuelles
Le corse a longtemps été marginalisé face au français, langue officielle de l'administration et de l'enseignement depuis l'annexion de l'île par la France en 1769, même si le français n'est imposé comme langue officielle qu'en 1859 par Napoléon III. Aujourd'hui, bien que le français demeure la langue dominante, le corse bénéficie d'un statut particulier et est enseigné dans les écoles depuis 1974 en option. La loi Deixonne sur les langues régionales met ainsi plus de vingt ans à s'appliquer en Corse, car lors de sa promulgation en 1951, le corse n'était pas considéré comme une langue à part entière mais comme une simple variété de l'italien lequel bénéficiait déjà d'un enseignement possible.
De nombreuses initiatives locales cherchent à promouvoir son usage quotidien, que ce soit dans les médias, les arts ou les institutions. Cela n'empêche pas certains instituts, comme l'Institut universitaire de formation des maîtres de Corse, ont été visés par des attentats nationalistes.
Cependant, le corse fait face à des défis. L'assimilation linguistique, notamment parmi les jeunes générations, et la migration vers le français comme langue de prestige, posent des risques pour la transmission intergénérationnelle. Néanmoins, des efforts de revitalisation se poursuivent, avec des campagnes de sensibilisation, des émissions de radio et de télévision en corse, et un soutien institutionnel croissant de la part de l'Assemblée de Corse.

#### La langue corse dans le domaine culturel

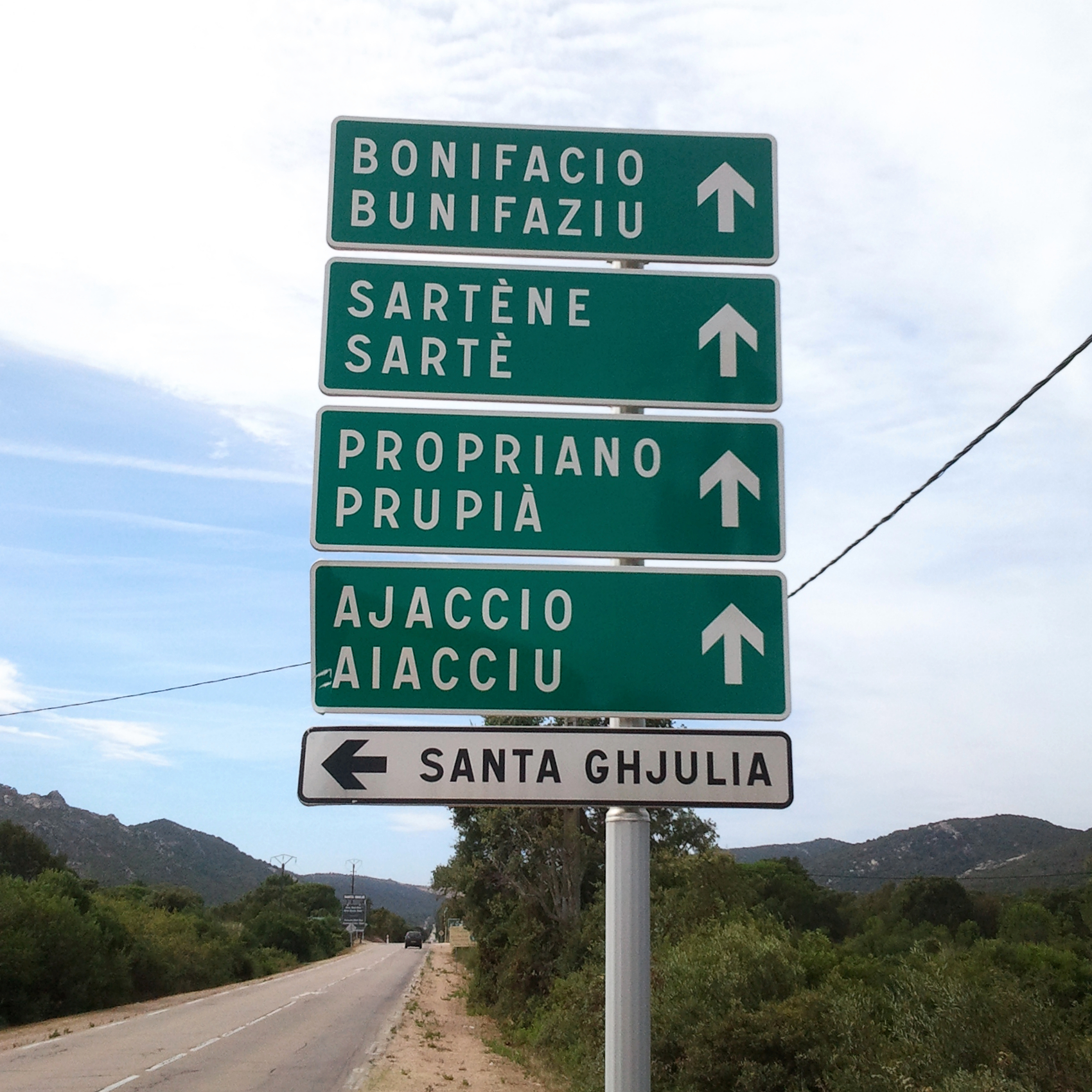
Panneau de signalisation routière bilingue sur la route territoriale 10, entre Bonifacio et Porto-Vecchio.

La culture corse est riche en traditions orales, avec des chants polyphoniques, ou paghjelle, qui sont souvent interprétés en corse. La littérature corse, bien que plus récente, s'est développée avec des auteurs qui écrivent en corse ou intègrent des éléments de la langue dans leurs œuvres en français. Ces œuvres sont souvent le reflet des préoccupations identitaires, des luttes sociales et de l'amour pour l'île.
Le corse est aussi présent dans la toponymie de l'île, dans les noms de lieux, les noms de famille, et même dans le langage quotidien de ceux qui parlent français mais qui incorporent des expressions corses.

### Sport
Le relief varié de la Corse, entre montagnes escarpées, collines verdoyantes et plages de sable fin, offre un terrain de jeu naturel pour de nombreuses activités sportives. Que ce soit sur terre, en mer ou dans les airs, l'île permet la pratique de sports très diversifiés :
- Le football : Le sport roi en Corse, avec des clubs emblématiques comme l’AC Ajaccio ou le SC Bastia, qui ont porté haut les couleurs de l'île sur la scène nationale, notamment Bastia qui est l'un des rares clubs français à s'être hissé en finale de coupe d'Europe lors de la Coupe UEFA en 1978[324]. Le club compte également une victoire en Coupe de France, remportant le trophée en 1981 contre l'AS Saint-Étienne de Michel Platini ou Johnny Rep. D'autres clubs insulaires ont marqué, comme le Gazélec Ajaccio. Le Football Club Borgo est créé plus récemment, dans le cadre d'une fusion avec le CA Bastia. Le Féminine Esprit Club Bastiais est le seul club exclusivement féminin (évolue aujourd'hui dans la quatrième division)[325], tandis que les autres clubs commencent à développer des sections féminines. Le football est plus qu’un sport ici, c’est une véritable passion qui fédère les communautés locales autour de leurs équipes.
- Bien que moins populaire que le football, le rugby à XV connaît une croissance régulière en Corse, avec des clubs dynamiques et une base de supporters toujours plus large. La solidarité et l’esprit de combat, valeurs chères aux Corses, se retrouvent dans ce sport. Le premier club insulaire est le Bastia XV, et évolue actuellement au sein du championnat de Régionale 2 organisé par la Ligue régionale Provence Alpes Côte d'Azur[326].
- En volley-ball, le Gazélec Ajaccio évolue depuis plusieurs saisons en première division nationale et a remporté deux Coupes nationales, en 2016 et 2017.
- Les sports nautiques : Entourée par la mer, la Corse est un paradis pour les amateurs de sports nautiques. La voile, planche à voile, le kitesurf, la plongée sous-marine ou encore le kayak de mer attirent non seulement les habitants mais aussi les touristes venus profiter des conditions idéales qu’offre l’île.
- La randonnée : Avec son fameux GR20, considéré comme l'un des sentiers de grande randonnée les plus difficiles d'Europe, la Corse est une destination prisée des randonneurs. La montagne est une composante essentielle de l'identité corse, et la randonnée y est pratiquée avec une grande ferveur.
- Les sports extrêmes : L’île est aussi un terrain propice pour les sports extrêmes comme le parapente, l'escalade ou le canyoning. Ces disciplines, qui allient adrénaline et communion avec la nature, trouvent en Corse un cadre d’expression unique.
- Le sport automobile : Depuis 1956, l'île accueille tous les ans le Tour de Corse où s'affrontent les meilleurs pilotes de rallye.
- Le cyclisme : Depuis 1920, l'île accueille tous les ans le Tour de Corse cycliste, étant ouvert depuis 1971 aux professionnels. En 2013, la Corse accueille également les trois premières étapes du Tour de France[327].
- Le tir sportif : C'est le sport le plus pratiqué sur l'île en dehors du football, ce qui fait d'ailleurs de la Corse la région où cette discipline est la plus pratiquée[328].

### Médias
En Corse, les médias jouent un rôle politique non négligeable. Ils sont souvent au cœur des débats sur l'autonomie, la préservation de la langue corse, et d'autres enjeux sociétaux importants pour l'île. Les médias peuvent servir de tribune aux divers courants politiques, allant des nationalistes corses aux partis politiques traditionnels, influençant ainsi l’opinion publique et les élections locales.
L’indépendance éditoriale des médias corses est parfois remise en question, notamment en raison de la petite taille du marché médiatique insulaire et des pressions économiques et politiques qui en résultent. Néanmoins, les médias corses restent un espace crucial pour l’expression de la diversité des opinions et la défense des intérêts locaux.

#### Presse écrite
La presse écrite est représentée par plusieurs titres. Certains titres couvrent la région dans son intégralité. Les principaux titres de la presse quotidienne régionale sont :
- Corse-Matin
- Journal de la Corse (plus vieux quotidien de l'île, créé en 1817)
- Stampa Paese
- U Ribombu (en langue corse)
- Arriti (en langue corse)
- Corse Net Infos (uniquement en ligne)
- Corsica Infurmazione (uniquement en ligne)
- Alta Frequenza (uniquement en ligne)
- La Corse Votre Hebdo (complément hebdomadaire du Corse-Matin)
- Kyrn (hebdomadaire, créé en 1969)

#### Télévision
La télévision en Corse est marquée par la présence de chaînes locales comme France 3 Corse ViaStella. Cette chaîne publique joue un rôle clé dans la représentation de la réalité corse, avec des programmes qui explorent la culture, l'histoire, et les enjeux contemporains de l'île. France 3 Corse ViaStella diffuse aussi du contenu en langue corse, soutenant ainsi les efforts de revitalisation linguistique.

#### Radios
Les stations de radio en Corse, telles que Radio Corse Frequenza Mora (RCFM), sont également des vecteurs importants de diffusion culturelle et linguistique. Elles abordent des sujets locaux tout en diffusant des émissions en langue corse, contribuant ainsi à la vitalité de la culture insulaire.

#### Cinéma
L'histoire du cinéma en Corse remonte aux débuts du septième art. Dès les années 1920, des réalisateurs français commencent à s'intéresser à l'île, fascinés par ses paysages sauvages et ses traditions ancestrales. Ces premières productions, souvent tournées par des équipes extérieures, utilisent la Corse comme un simple décor exotique.
Cependant, dans les années 1950 et 1960, le cinéma en Corse prend une nouvelle dimension avec l'émergence de réalisateurs locaux qui cherchent à capturer la véritable essence de l'île. Des films comme L'Enquête Corse (2004) illustrent cette transition, en mélangeant l'humour et une critique subtile de la société insulaire.
Le cinéma en Corse est un reflet de la société insulaire, de ses joies comme de ses tensions. Les thématiques de l'attachement à la terre, de la famille, et des conflits identitaires y sont récurrentes. Les réalisateurs corses n'hésitent pas à aborder des sujets sensibles tels que la violence ou le nationalisme, tout en célébrant la beauté et la diversité de leur culture.
Le documentaire joue également un rôle central dans la cinématographie corse, offrant une vision authentique et souvent poignante de la vie sur l'île. Des réalisateurs comme Jean-Charles Marchiani ont su capter avec justesse la complexité de l'âme corse à travers leurs films documentaires.
L'île a servi de cadre à un certain nombre de films et de séries télévisées :
- Colomba d'Émile Couzinet, sorti en 1948. Le film raconte l'histoire d'une vendetta en Corse.
- Le Guépard de Luchino Visconti avec Burt Lancaster, Alain Delon et Claudia Cardinale, sorti en 1963 et tourné en partie sur l'île.
- Le Désert des Tartares de Valerio Zurlini avec Jacques Perrin, Jean-Louis Trintignant et Philippe Noiret, sorti en 1976 et tourné en partie sur l'île.
- Le Grand Bleu de Luc Besson avec Jean Reno et Rosanna Arquette, sorti en 1988 et tourné en partie à Bonifacio (Corse-du-Sud).
- Les Rivières pourpres de Mathieu Kassovitz avec Jean Reno et Vincent Cassel, sorti en 2000 et tourné en partie à Corte.
- L'Enquête Corse d'Alain Berberian avec Christian Clavier et Jean Reno[329], sorti en 2004 et tourné en partie à L'Île-Rousse (Haute-Corse) et à Sainte-Lucie-de-Tallano (Corse-du-Sud).
- Mafiosa (2006-2014), série de Hugues Pagan dont l'intrigue et le tournage se déroulent en Corse.
- Tensions sur le Cap Corse, téléfilm de Stéphanie Murat avec Richard Bohringer et Amira Casar, sorti en 2017. Le téléfilm raconte l'enquête de police sur l'assassinat d'un homme d'affaires à la réputation sulfureuse dans le quartier de Toga à Bastia.
- Plaine orientale (2025), série dont l'intrigue et le tournage se déroulent en Corse, dans la Plaine orientale.

### Manifestations culturelles

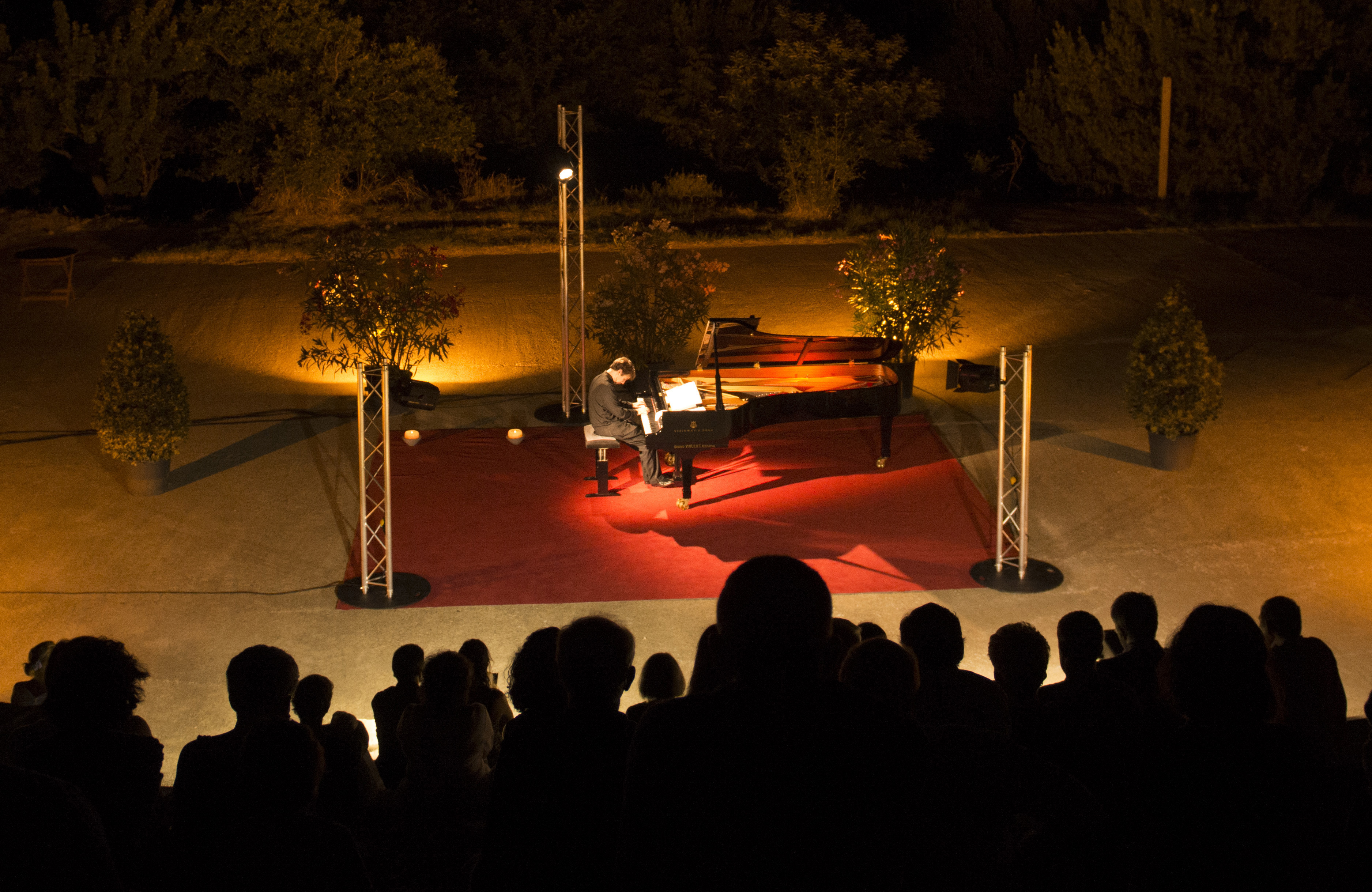
Récital de piano lors du festival Les Nuits du Piano d'Erbalunga en 2013.

La région compte de nombreuses manifestations culturelles, certaines ayant un rayonnement national ou international, d’autres un caractère plus local. Parmi les principaux événements figurent notamment :
- le festival de la chanson corse à Ajaccio (Corse-du-Sud).
- le festival international des Nuits de la Guitare de Patrimonio, organisé depuis 1990 dans la commune de Patrimonio (Haute-Corse).
- le festival Calvi on the Rocks, organisé depuis 2003 dans la capitale de la Balagne avec des concerts principalement de rock ou de musique électronique.
- le festival Les Nuits du Piano d'Erbalunga, organisé depuis 2012 dans l'enceinte du Palais des Gouverneurs à Bastia (Haute-Corse).
- le festival Sorru in Musica, à laquelle est associé une académie de musique, organise depuis 2004 à Vico des concerts dans divers styles musicaux.
- le festival Corsica Cantabile organise des concerts de musique classique et traditionnelle depuis 2022 dans l'ouest-corse (Piana, Cargèse, vico, etc).
- le festival de cinéma Arte Mare, organisé à Bastia depuis 1982, à la particularité de ne promouvoir que des films et des documentaires ayant pour thème le bassin Méditerranéen.
- le festival BD à Bastia, organisé depuis 1983.
- la Fiera di a Castagna (« foire de la chataîgne ») à Bocognano (Corse-du-Sud), organisée depuis 1982.
- la Fiera di l'Alivu (« foire de l'olive ») à Montegrosso (Haute-Corse).
- la foire du Pratu au col de Prato près de Morosaglia (Haute-Corse).
- A Festa di a Nazione (« fête de la Nation »), organisée tous les 8 décembre en l'honneur de Pascal Paoli, principale figure de l'île qui reçut le titre de « Père de la Nation »

## Patrimoine

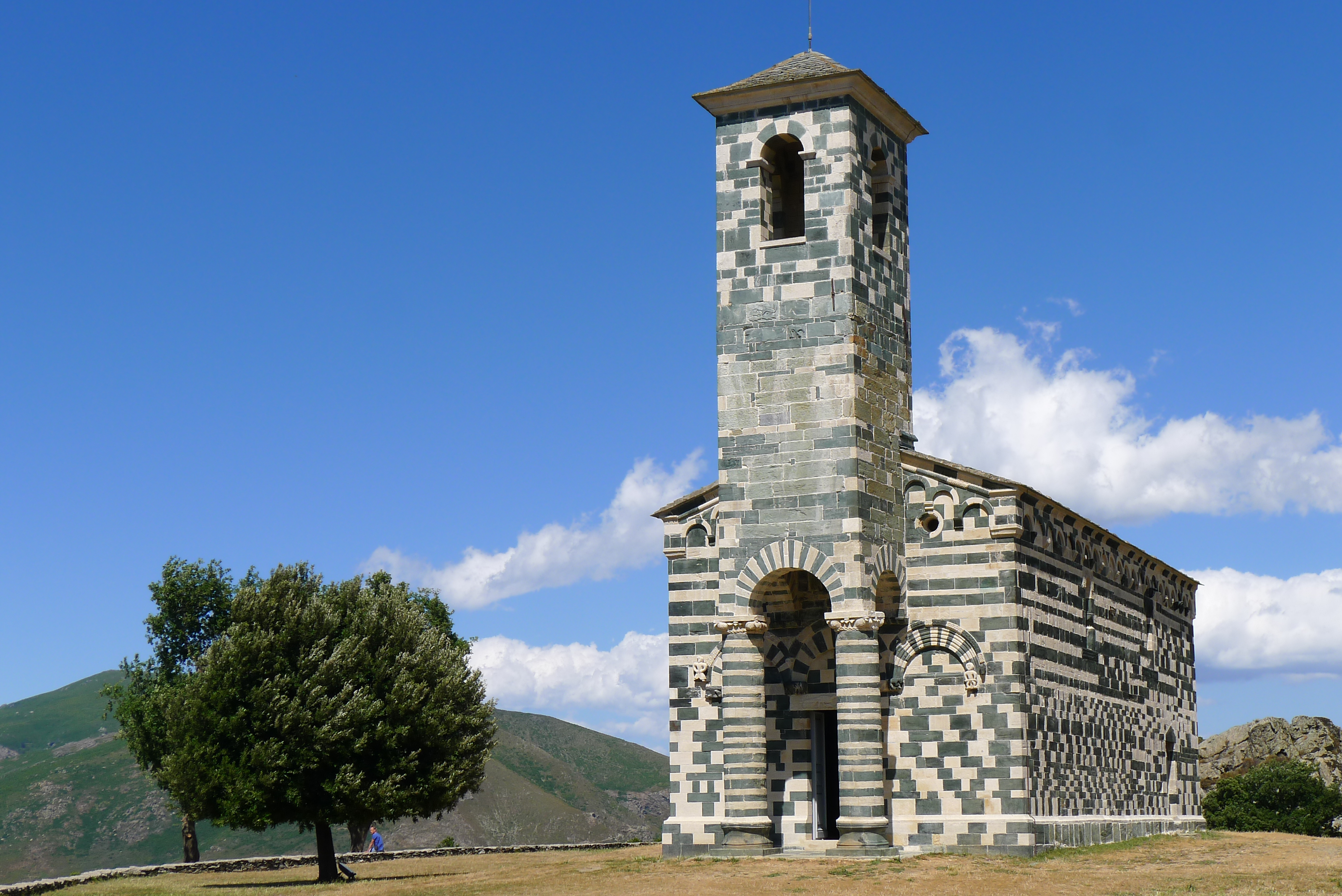
L'Église Saint-Michel de Murato (Haute-Corse), datée du XIIe siècle, est classée monument historique depuis 1840.

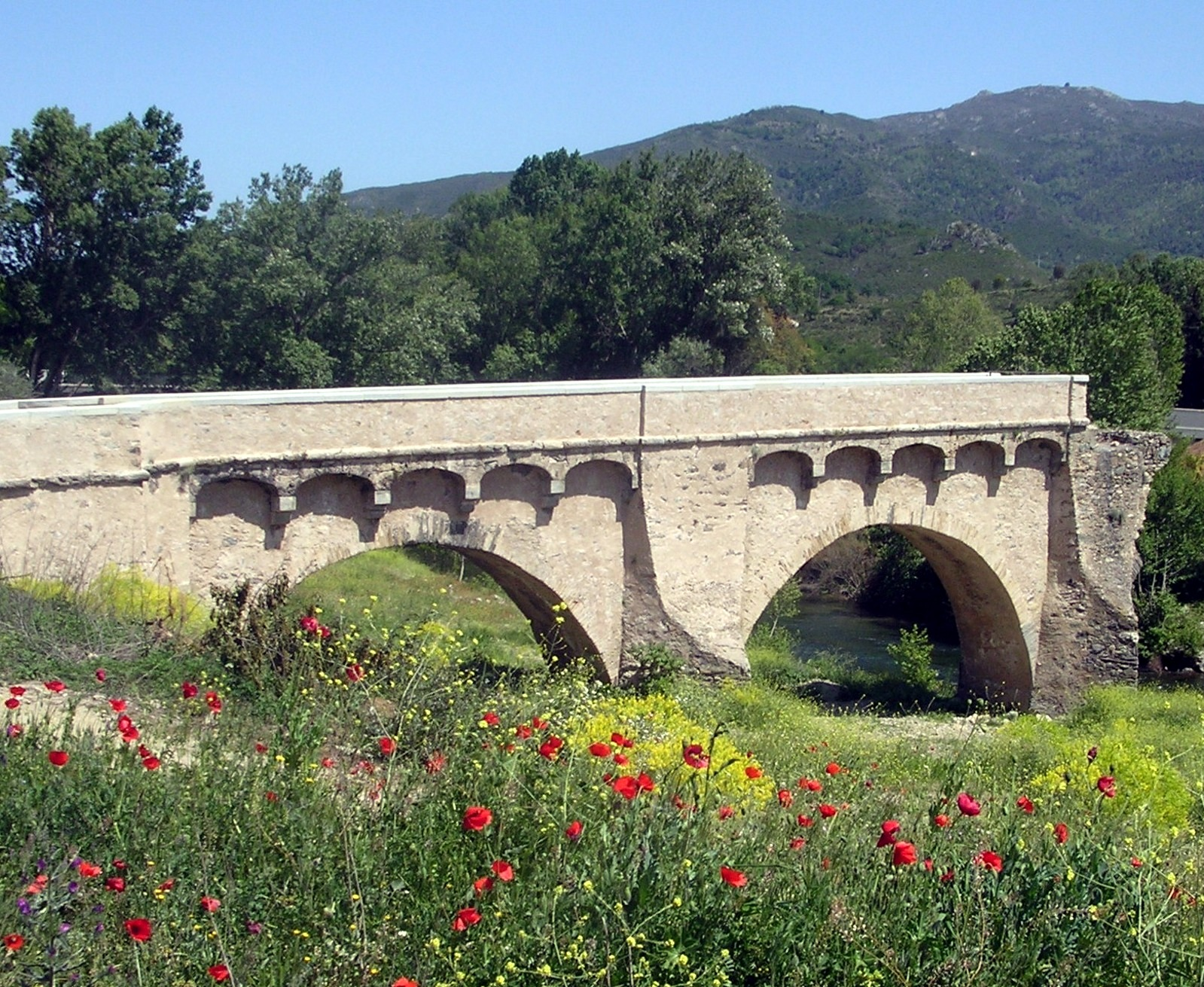
Le pont où s'est déroulé la bataille de Ponte-Novo en 1769, est classé monument historique depuis 1928. Il a été restauré après avoir été fortement endommagé lors de la libération de la Corse pendant la retraite allemande vers la Sardaigne.

La Corse a été habitée depuis la préhistoire, comme en témoignent les sites mégalithiques tels que les alignements de menhirs de Filitosa. Ces monuments mystérieux, vieux de plus de 4 200 ans, sont l'une des traces les plus anciennes de la présence humaine sur l'île. D'autres sites archéologiques préhistoriques majeurs sont présents sur l'île, notamment ceux de Cucuruzzu et Capula près de Levie. Au fil des siècles, l'île a vu se succéder de nombreuses civilisations, chacune laissant son empreinte, des Étrusques aux Romains, en passant par les Génois et les Pisans. Aléria est un site archéologique majeur, de nombreux vestiges de l'ancienne cité romaine ayant été découverts et préservés, notamment le forum, les thermes et des temples. Ces influences se reflètent dans les architectures romanes et baroques, que l'on retrouve dans de nombreuses églises et chapelles disséminées à travers l'île, comme l'Église Saint-Michel de Murato, un chef-d'œuvre de l'art roman pisan. La Corse possède un grand nombre de petites chapelles romanes, surtout dans le sud de l'île, chacune avec des fresques, des sculptures et une architecture unique, souvent nichées dans des paysages naturels époustouflants. Pendant longtemps, il fut impossible d'établir un inventaire du patrimoine insulaire, comme l'explique l'archéologue Prosper Mérimée : « Pauvres, nullement enthousiastes de dévotion, exploités par des gouverneurs avides, les Corses n’ont jamais pu cultiver les arts ».
L'architecture corse est un autre aspect du patrimoine qui mérite une attention particulière. Les villages perchés, comme ceux de Pigna ou de Corte, sont emblématiques de la résistance des Corses à l'invasion et à la domination étrangère. Les maisons en pierre sèche, aux toits en lauze, témoignent d'un savoir-faire ancestral adapté aux conditions climatiques de l'île. Les tours génoises, disséminées le long des côtes, sont les gardiennes silencieuses de cette histoire tumultueuse, rappelant l'époque où l'île devait se protéger des pirates. Certaines villes ont un patrimoine unique, notamment Bonifacio perchée sur des falaises calcaires où se trouve pourtant une citadelle mais aussi l'escalier du roi d'Aragon creusé dans la falaise et qui permettait d'accéder à la ville depuis la mer. Le village de Sant'Antonino en Haute-Corse est un village médiéval classé parmi les plus beaux villages de France. Situé sur une colline, il offre une vue panoramique sur la Balagne et est connu pour ses ruelles en pierre et son charme authentique.